# Escultura gòtica

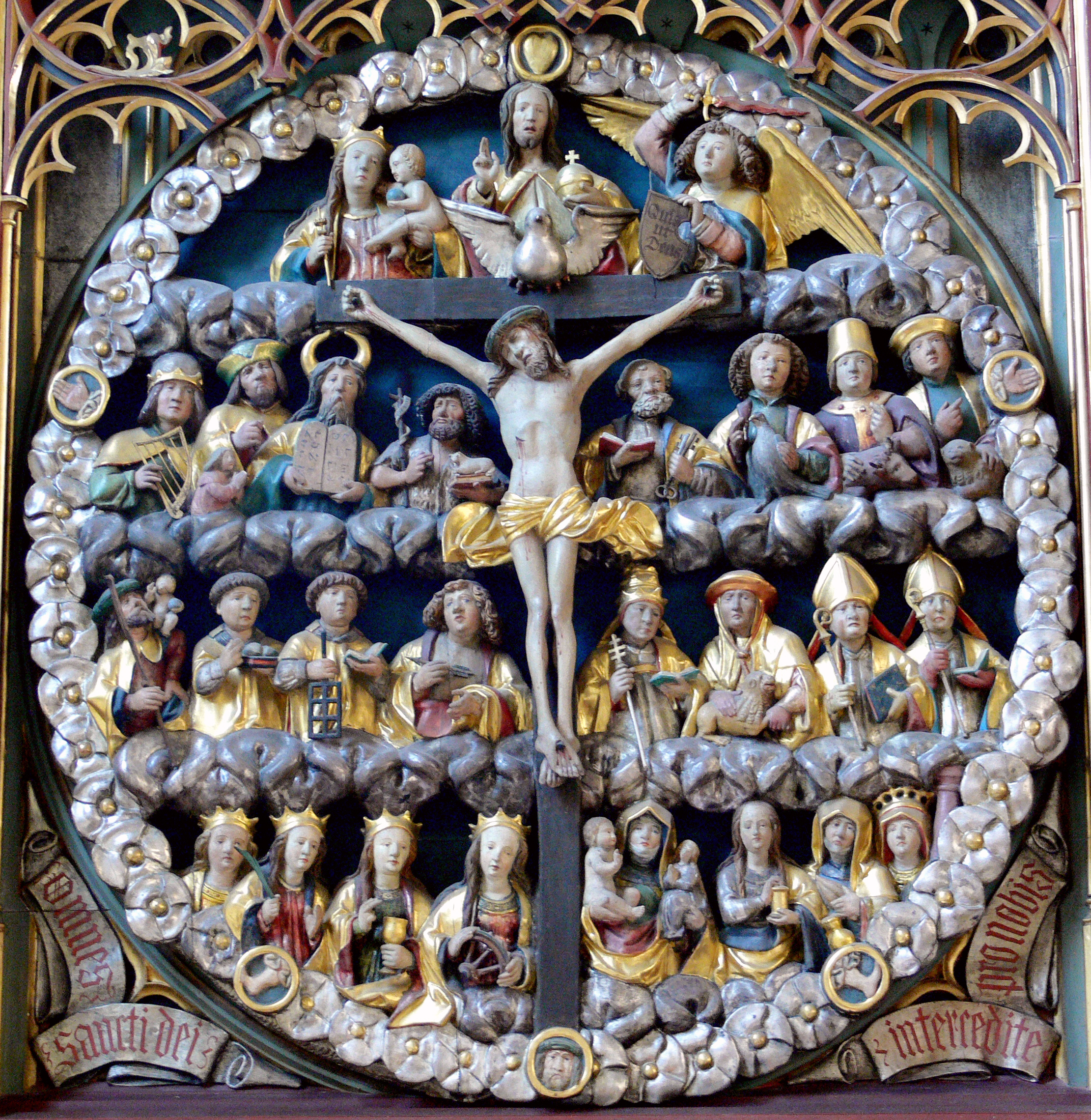
Escola de Veit Stoss: Altar Rosenkranz, Liebfrauenmünster a Ingolstadt. Fusta policromada, ca. 1510.

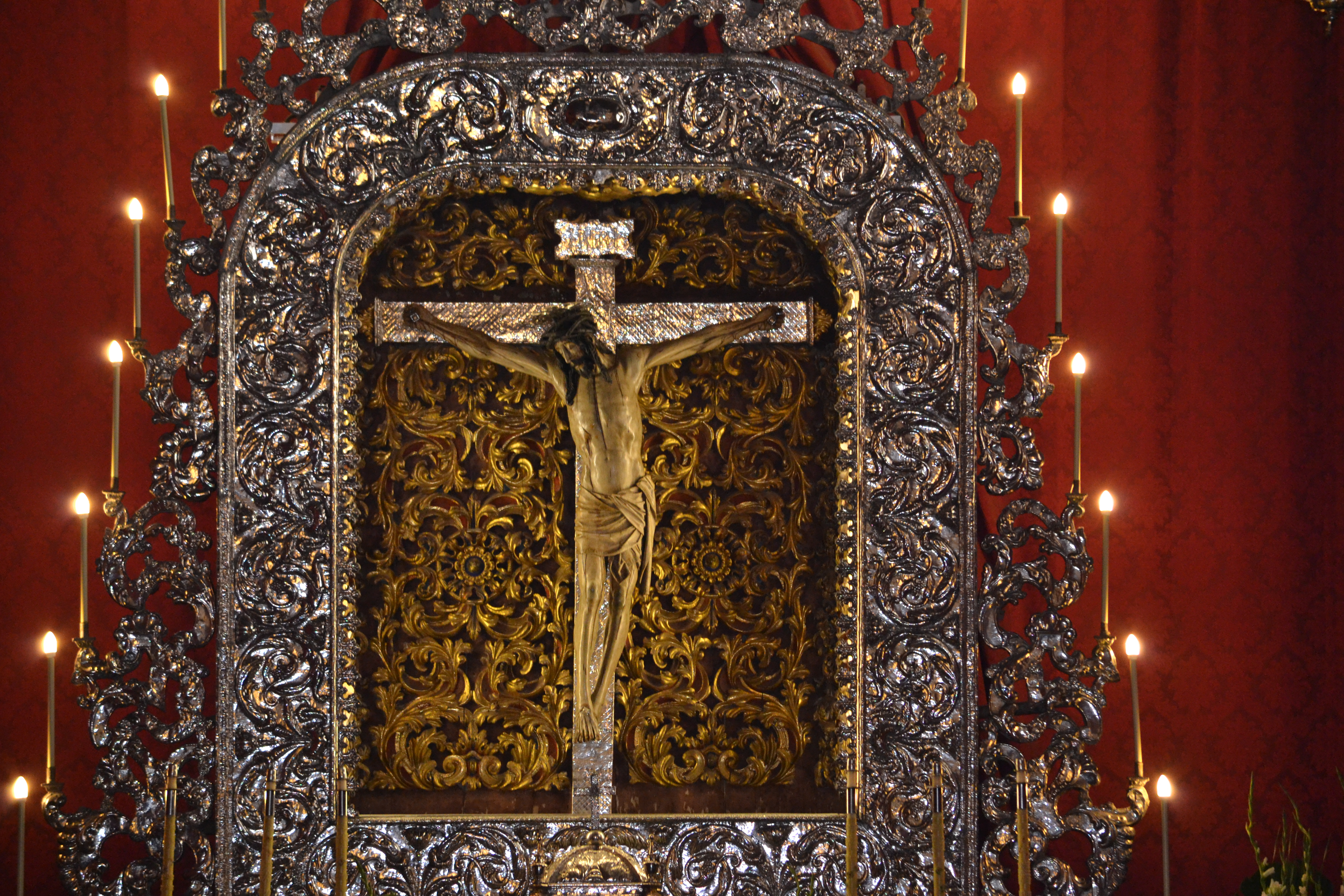
Imatge del Cristo de La Laguna (Tenerife, Espanya) provinent de Flandes i datat entre 1510-1514.

L'escultura gòtica representa la segona de les principals escoles internacionals d'escultura europea que es va desenvolupar a l'edat mitjana, aproximadament des de mitjan segle xii fins al segle xvi. Fou un tipus d'escultura que evolucionà a partir de la romànica, i que més endavant es «dissoldria» en el que seria l'escultura del Renaixement i el manierisme.
Durant el Renaixement —quan els valors clàssics van ser reconsiderats un altre cop—, l'escultura dels segles immediatament anteriors era considerada com a grollera i basta, i se la va anomenar «gòtica», ja que es creia que era fruit de la cultura dels gots, uns bàrbars responsables de la desaparició de l'Imperi Romà. Però mai els que van viure a l'època gòtica van fer servir aquesta denominació i encara menys es consideraven bàrbars. Al contrari, l'aparició de l'art gòtic va ser vist com una innovació i va ser anomenat opus modernum (obra moderna), essent l'escultura una de les seves expressions més importants. Tanmateix, aquesta valoració negativa es va perllongar fins a mitjan segle xix, quan va sorgir un moviment revivalista, anomenat neogòtic, que va recuperar els seus valors. Tot i saber que l'art gòtic no tenia res a veure amb els gots, es va mantenir el nom després de tants anys d'ús.
L'escultura gòtica va néixer estretament vinculada a l'arquitectura, com s'observa en la decoració de les grans catedrals i d'altres edificis religiosos, però amb el temps va anar guanyant independència. Durant una primera etapa es va conrear un estil auster, estilitzat, de proporcions allargades i amb una aparença general hieràtica, que volia transmetre espiritualitat, allunyant-se de l'anatomia real d'un cos. Però aviat va evolucionar cap a un naturalisme més gran, cap al realisme, a partir d'una absorció progressiva d'influències clàssiques i una observació més profunda de la natura. Malgrat tractar-se de forma independent, l'escultura gòtica, fins i tot a les seves etapes finals, va continuar estant integrada en la decoració arquitectònica.
La història de l'escultura gòtica encara té punts foscos. En algunes èpoques hi va haver una destrucció massiva de monuments i obres d'art medievals, com per exemple durant el moviment iconoclasta que acompanyà la Reforma protestant, i durant la Revolució Francesa. Per tant, la determinació de la cronologia, la genealogia i la distribució i propagació geogràfica de l'estil presenta molts buits difícils d'omplir. Cal afegir que quan el gòtic va ser ben valorat, a partir de la segona meitat del segle xix, per desconeixement, es van fer restauracions inadequades en molts monuments. Malgrat aquests problemes, encara existeixen una gran col·lecció d'escultures escampades per tot Europa, fet que demostra la intensa producció dels artistes de l'època.

## Visió general i cronologia del gòtic

### Antecedents teòrics
L'estil gòtic va ser, en gran part, el resultat d'establir un nou vocabulari visual per a la representació d'imatges, i del debat que es va produir al voltant d'alguns conceptes de la religió cristiana. Un dels punts més importants d'aquest debat fou la validesa de la representació de les imatges sagrades, un problema que datava des del mateix origen del cristianisme. El cristianisme primitiu tenia una aversió cap a la figuració de personatges sagrats, una reserva que havia estat heretada de la religió jueva que prohibia la creació d'imatges de culte, per temor de caure en la idolatria. Una ordre explícita contra aquest tipus de representació provenia dels Deu manaments, ja que el tercer d'ells determina: No tindràs altres déus davant meu. Per una altra banda, l'antiga tradició clàssica pagana, que proporcionava els elements essencials per a la formulació de la nova fe, estava completament a favor de la representació dels déus. Aquestes dues tendències es van mantenir en fricció constant durant tota l'edat mitjana. Una de les primeres declaracions a favor de la representació cristiana va venir del papa Gregori I el Gran qui, cap a l'any 600, en cartes al bisbe de Marsella va definir els principis a seguir. El papa deia que, igual que en les coses materials, les imatges no havien de ser adorades però tampoc destruïdes, perquè la representació d'escenes de la història sagrada i de personatges bíblics eren útils per a l'ensenyament de la doctrina a la massa analfabeta, «que podien llegir en elles el que no podien llegir en els llibres», i la seva contemplació podia conduir a la contemplació de Déu. Gregori va haver d'apel·lar al punt de vista de Basili de Cesarea que, segles abans, afirmava que «l'honra donada a la imatge ascendeix al seu prototip».
La declaració gregoriana, impulsada per un papa considerat un savi —més tard elevat a la condició de Doctor de l'Església, el mateix que Basili— junt amb la contribució de Joan Damascè, van ser uns arguments poderosos en la qüestió iconoclàstia, qüestió que agitava als cristians des dels seus orígens i que se'n va anar enfortint durant l'Imperi Romà d'Orient. Encara que l'assumpte va ser resolt oficialment l'any 787, durant el Segon Concili de Nicea, quan es va legalitzar la veneració d'imatges, el debat va continuar al llarg dels segles següents, on altres prelats van escriure en defensa de l'art religiós. Especialment vinculats a l'aparició del gòtic van aparèixer els escrits de Pseudo-Dionís l'Areopagita, un autor amb una base platònica a través de Plotí, un neoplatònic molt respectat a França durant els segles ix-x, i que va influir sobre l'abat Suger, fundador de la primera església gòtica. En aquest punt, el problema iconoclasta ja va ser superat finalment per una sèrie d'aportacions teòriques i l'art religiós es va consolidar definitivament.

### Gòtic primitiu

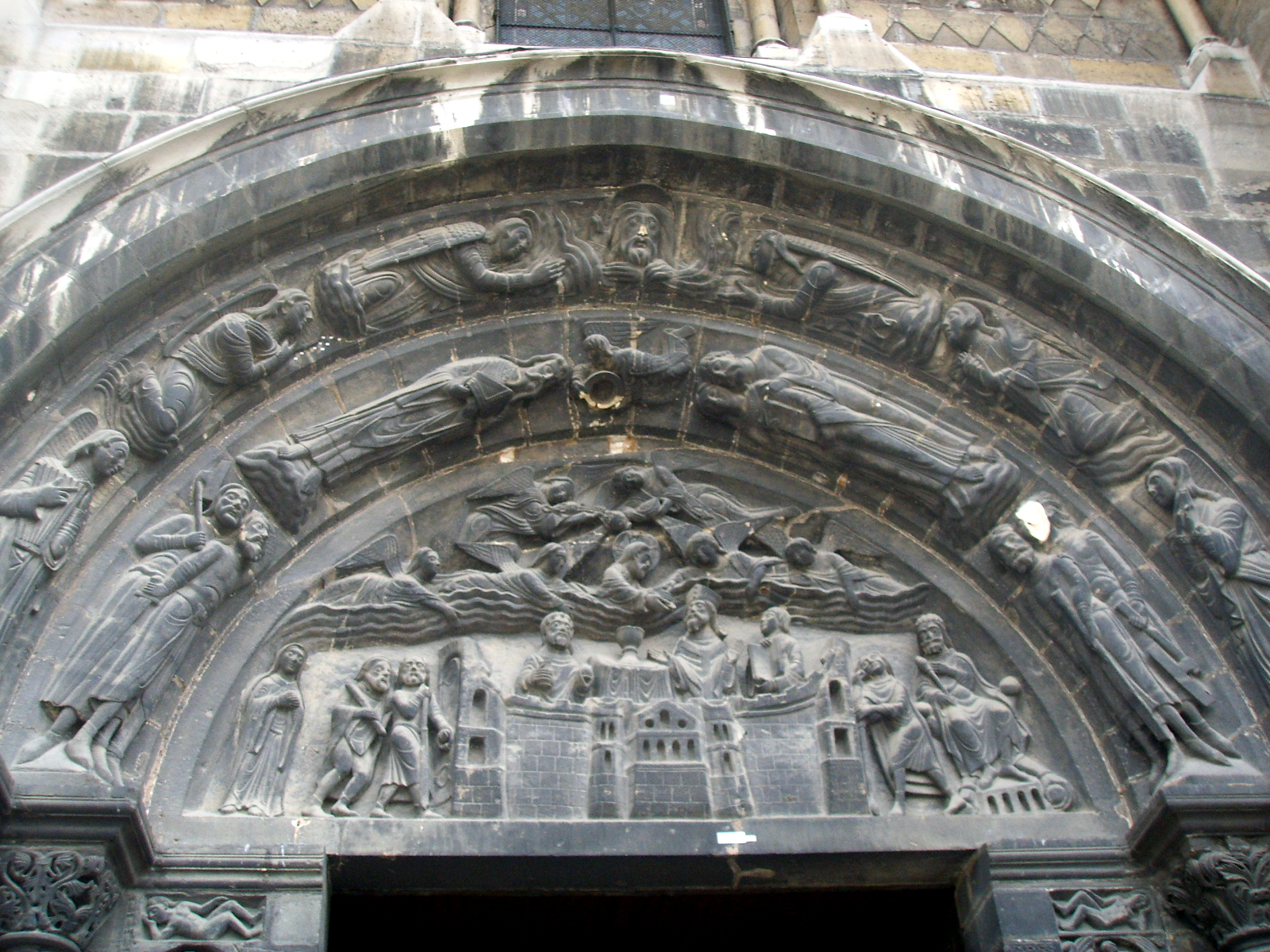
Timpà de la basílica de Saint-Denis, circa 1137-1144 (gòtic primitiu).

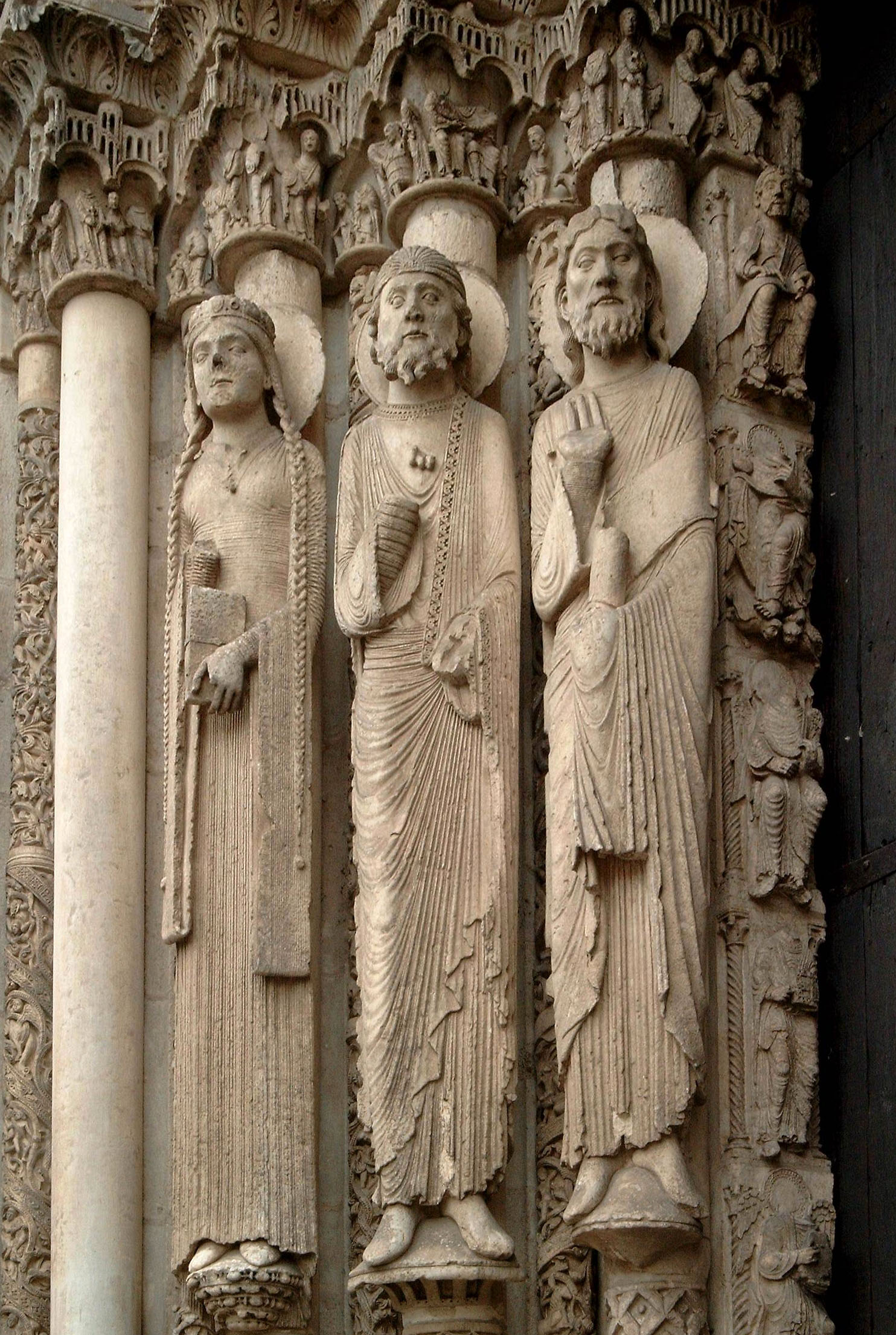
Figures de la catedral de Chartres, circa 1145-1155 (gòtic primitiu).

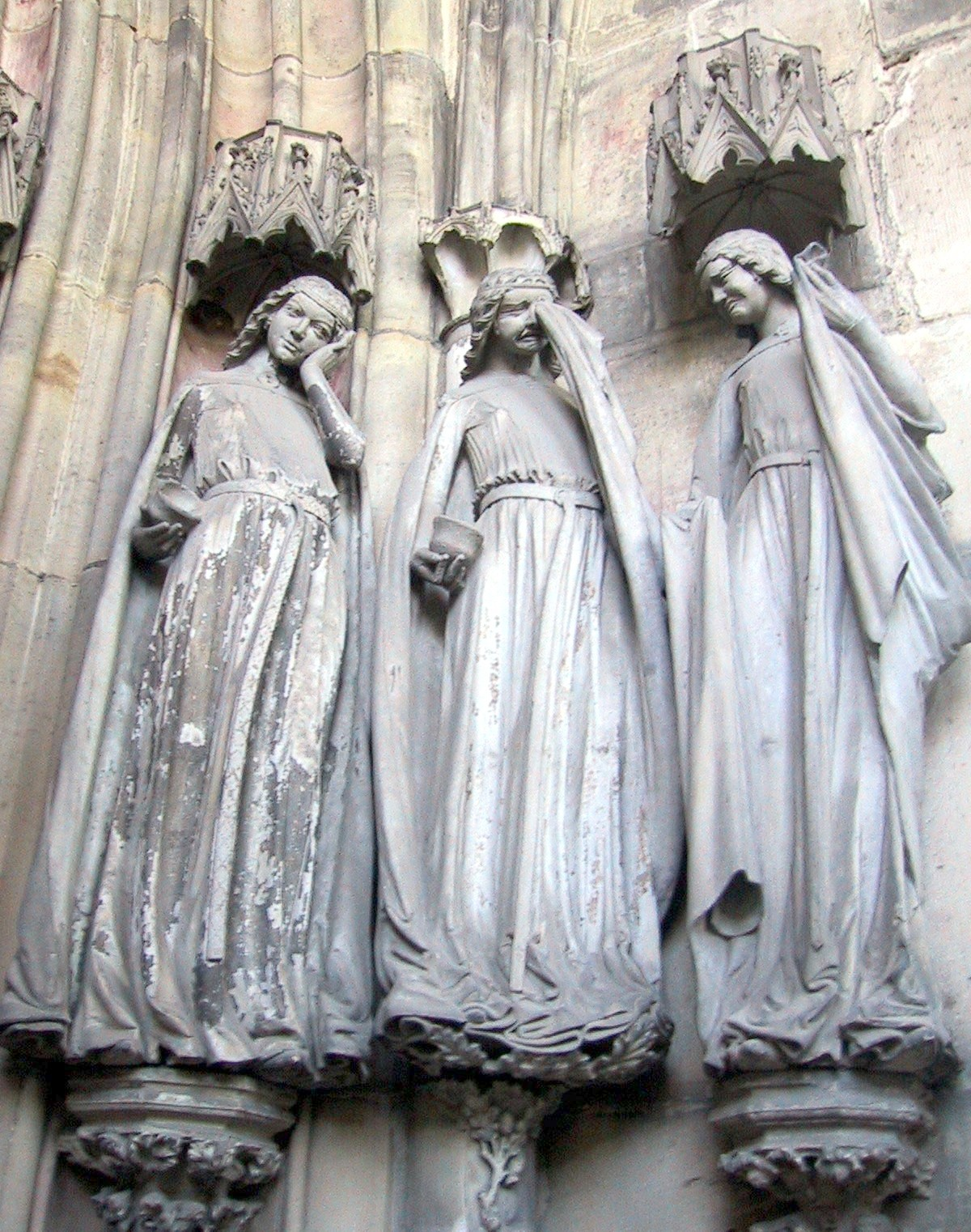
Les «Verges nècies», catedral de Magdeburg, circa 1250, (gòtic clàssic).

La prova de l'èxit de l'escultura és la gran proliferació de representacions sagrades que es van produir durant la fase final del romànic. Entre els segles xi i xii, s'establiren un conjunt de motius temàtics i unes formes que eren les més adequades per transmetre la doctrina religiosa. Ja al segle xii, l'aparició de la principal iconografia romànica, la de la decoració dels timpans, va coincidir amb l'arribada dels primers exemples del gòtic.
De fet, els programes iconogràfics romànics van exercir una gran influència sobre els gòtics, que esdevingueren una evolució natural d'aquells. Per tant, la distinció estilística entre l'escultura romànica i la gòtica més primitiva, sovint, és molt subtil. Pel que fa a les primeres escultures gòtiques les innovacions més evidents es varen aplicar en les arquivoltes i les columnes laterals de les portades. En elles s'observa una tendència creixent a establir una organització menys compacta de les escenes, més oberta i racional, i un allargament de les proporcions de les figures, tot seguint la tendència a més verticalisme en els edificis.

#### Iconografia
En general, la distribució d'imatges deriva de l'herència romànica establerta i seguia l'esquema següent: sobre l'entrada principal hi havia sempre una escena amb el Crist, sovint la del Judici Final, la del Crist en Majestat o la de la Crucifixió; a les arquivoltes hi havia figures de sants i àngels; a les columnes i frisos es representaven els apòstols i d'altres figures de l'Antic Testament; o, de vegades, al·legories —com les «verges prudents» i les «verges nècies», personificacions de les arts liberals—, o figures històriques més recents com, per exemple, màrtirs de la fe o algun sant patró. Si l'església posseïa entrades secundàries, els seus timpans podien estar decorats amb alguna escena de la vida de la Mare de Déu —el culte de la qual va augmentar en aquest període—, o amb algun esdeveniment de la vida del sant patró de l'església.
Lluny de ser decisions arbitràries, les imatges de la iconografia gòtica van ser curosament seleccionades per formar un programa coherent per a l'observador, il·lustrant l'evolució de la fe des de la seva fundació per part dels patriarques hebreus, fins a l'adveniment de Crist. Crist era encarnat amb la seva doctrina de la redempció i, des d'un punt de vista teològic, en l'apoteosi del Regne de Déu es feia una condemna apocalíptica del bé i del mal.
En el gòtic, els motius que es troben en la tradició iconogràfica romànica també van començar a modificar-se. Fins aleshores, l'escena que més apareixia als portals de les esglésies era la del Judici Final, amb especial èmfasi en els turments que a l'infern esperaven l'arribada dels infidels. Des de mitjan segle xi, París s'havia convertit en el centre teològic i cultural més gran d'Europa, amb la presència de grans filòsofs com Pere Abelard i Hug de Sant Víctor, i la realització de diverses escoles que es van unir per crear, cap al 1170, la Universitat de París. En aquest ambient acadèmic més liberal, relativament independent del control de l'Església, va guanyar terreny una filosofia més humanista. També es va desenvolupar la doctrina del purgatori, que oferia un escapament de l'infern a través d'una etapa de depuració preliminar a l'ascensió al cel. Al mateix temps, la Mare de Déu i d'altres sants van començar a ser considerats grans advocats de la humanitat davant la justícia de Crist. En aquest procés, la vella tendència de la fe cristiana de corregir al pecador mitjançant la por i l'amenaça amb la condemna eterna, es va veure atenuada per les opinions que ressaltaven la misericòrdia abans que la ira divina.
Així, les escenes del Judici van continuar sent un motiu freqüent, però ara van començar a ser dissenyades per emfasitzar l'ordre, l'esperança i la justícia, per mostrar el camí de la salvació mitjançant el penediment i la intercessió dels sants. La mateixa verticalitat de les catedrals gòtiques i l'abundància de grans finestrals, que feien possible una profunda penetració de la llum per tot l'interior, contrastava amb les formes més pesades i els ambients més foscos de l'arquitectura romànica; aquestes característiques han estat interpretades com un recurs formal que reflecteix un nou impuls espiritual més optimista.

#### Saint-Denis i Chartres
El gòtic primitiu es va mantenir essencialment com un fenomen francès, concentrat en la regió de París, i el primer edifici important que va incorporar escultures va ser la basílica de Saint-Denis. Entre 1137 i 1144, Suger, el seu abat, va impulsar la reforma d'un edifici romànic existent i el va decorar amb una gran riquesa. Saint-Denis és especialment important perquè és la necròpoli dels reis de França; és un monument de la dinastia carolíngia i, al mateix temps, es va convertir en el símbol de la consolidació de la monarquia francesa, un procés en el qual Suger va tenir un destacat paper en la seva qualitat de conseller del rei i regent de França durant la Segona Croada. A més a més, la basílica va ser un reliquiari monumental de sant Dionís, apòstol i màrtir de França, patró de París i protector del regne; Suger va desitjar que fos el lloc de pelegrinatge més important de França, i aquest lloc està revestit de significats espirituals i polítics. Per a Suger, que havia estat influït pels escrits del Pseudo-Dionís l'Areopagita, l'ornamentació de l'església —amb objectes d'or, pedres precioses, vidrieres, pintures i escultures—, era un instrument educatiu molt valuós, i una manera de presentar de manera visual la doctrina al poble i fer més fàcil la seva comprensió. L'organització clara de l'escena del timpà mostra una clara diferència amb les disposicions dels conjunts romànics i les seves estàtues que feien de columnes, representaren també una important innovació.
Les novetats proposades per Suger per a l'arquitectura i la decoració de les façanes, amb el suport del gran prestigi de París com a centre cultural, artístic i universitari, van començar a expandir-se a altres llocs com a la catedral de Chartres, que es va iniciar l'any 1145; la portada occidental d'aquesta catedral conté el grup d'escultures de la primera etapa del gòtic més important i que encara està en bones condicions. Les seves escultures tenen un disseny cilíndric molt allargat i funcionen com un ressò de l'èmfasi vertical de l'edifici; així i tot, les seves formes encara continuen mostrant l'herència romànica pel que fa a tractament lineal dels vestits i les actituds rígides. Les cares, tanmateix, mostren un tractament molt naturalista que contrasten amb el disseny esquematitzat del romànic.
Tant les escultures de Saint-Denis com les de les façanes de Chartres foren en gran part destruïdes, mutilades, substituïdes o mal restaurades en els últims temps, impedint la comprensió completa dels seus programes iconogràfics. Però la catedral de Laon, que va sobreviure sense danys importants, proporciona un conjunt complet i original del gòtic més primitiu. Altres bons exemples, una mica més tardans, són les catedrals de Bourges, Angers i Le Mans, amb diferents graus de conservació. La producció de l'escultura gòtica destaca per la quantitat i la varietat; solament a Chartres la façana compta amb més de dues mil peces.

### Protogòtic o gòtic clàssic

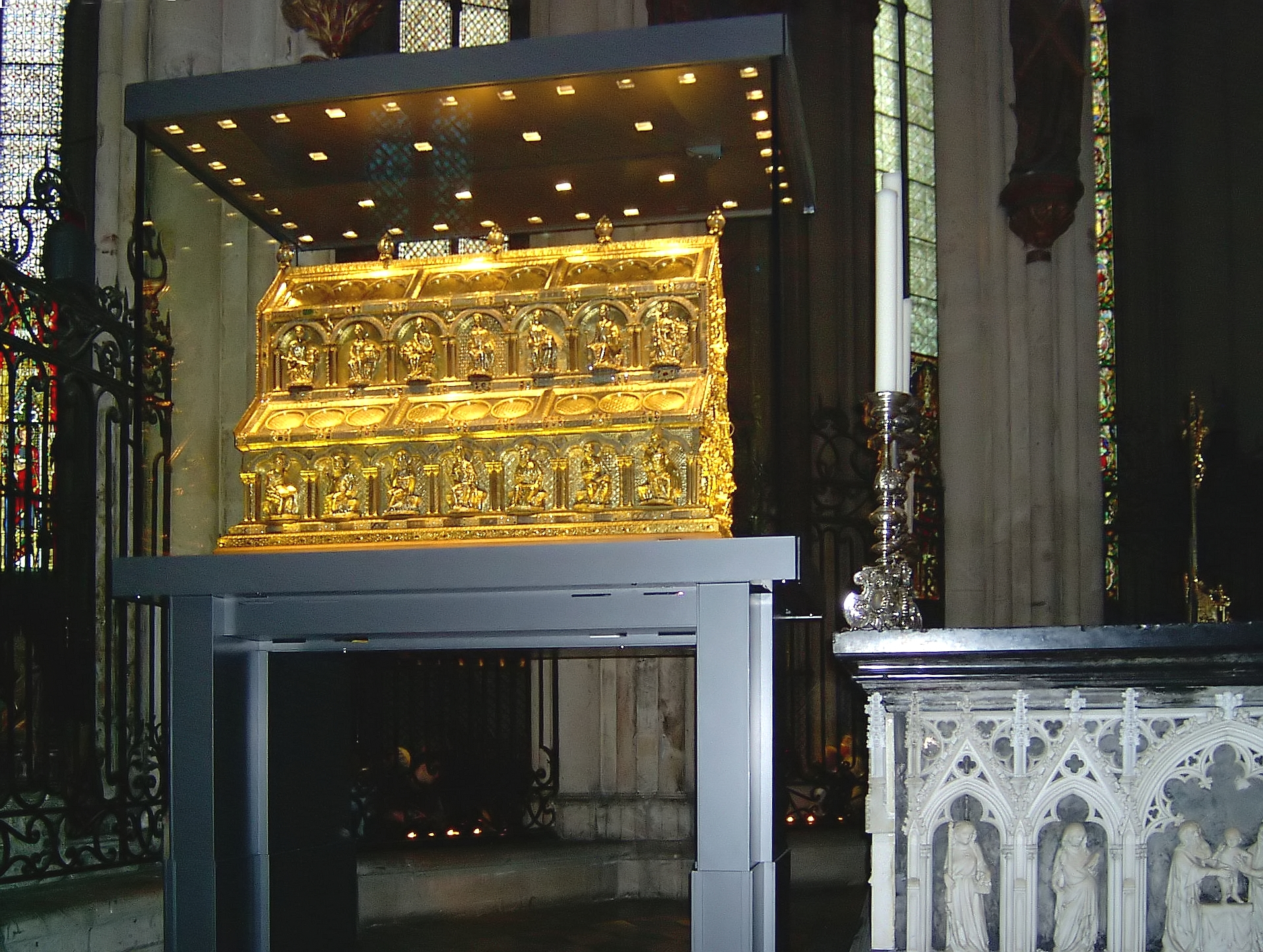
Reliquiari dels Reis Mags a la catedral de Colònia, de Nicolas Verdun.

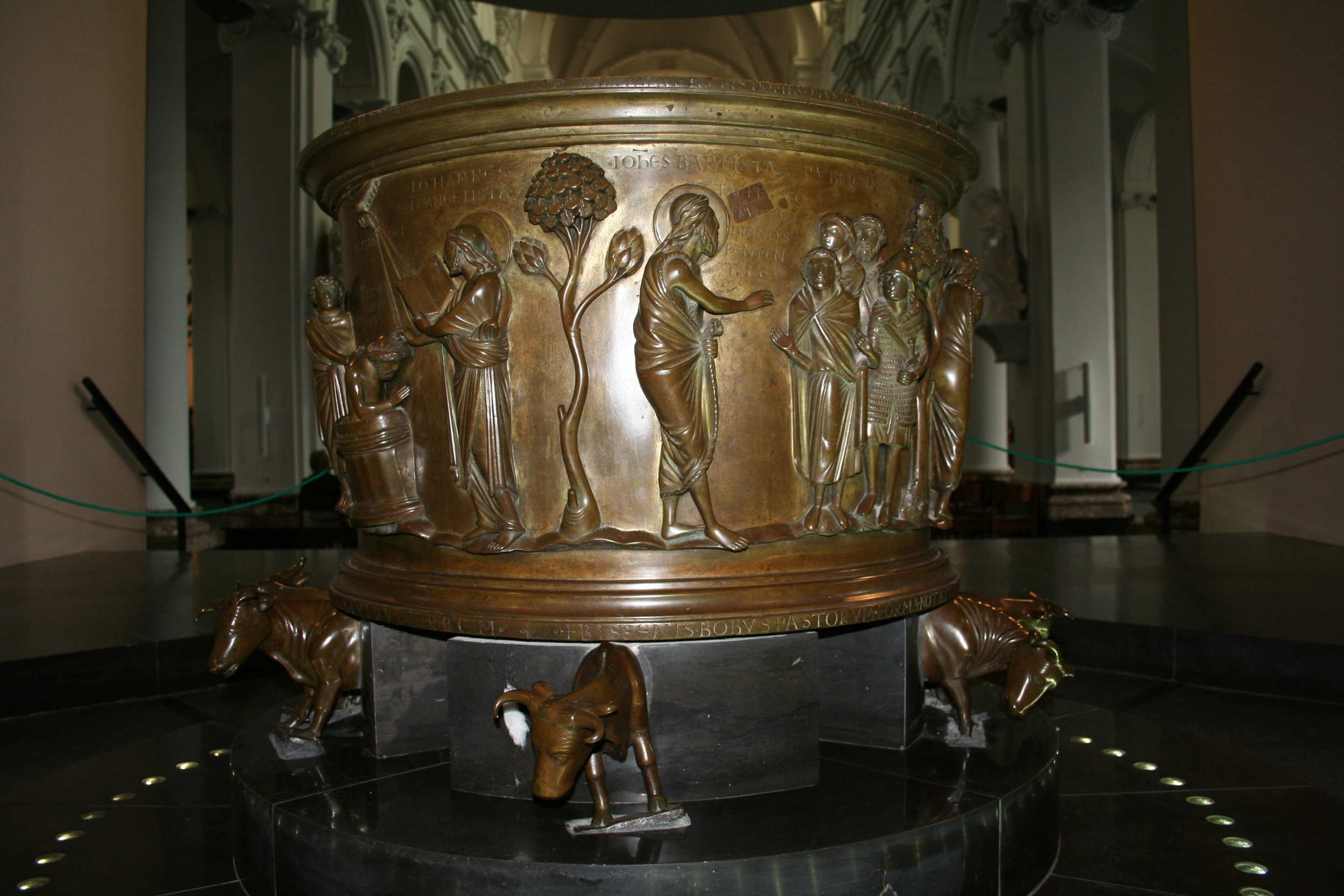
Pila baptismal de Renier de Huy.

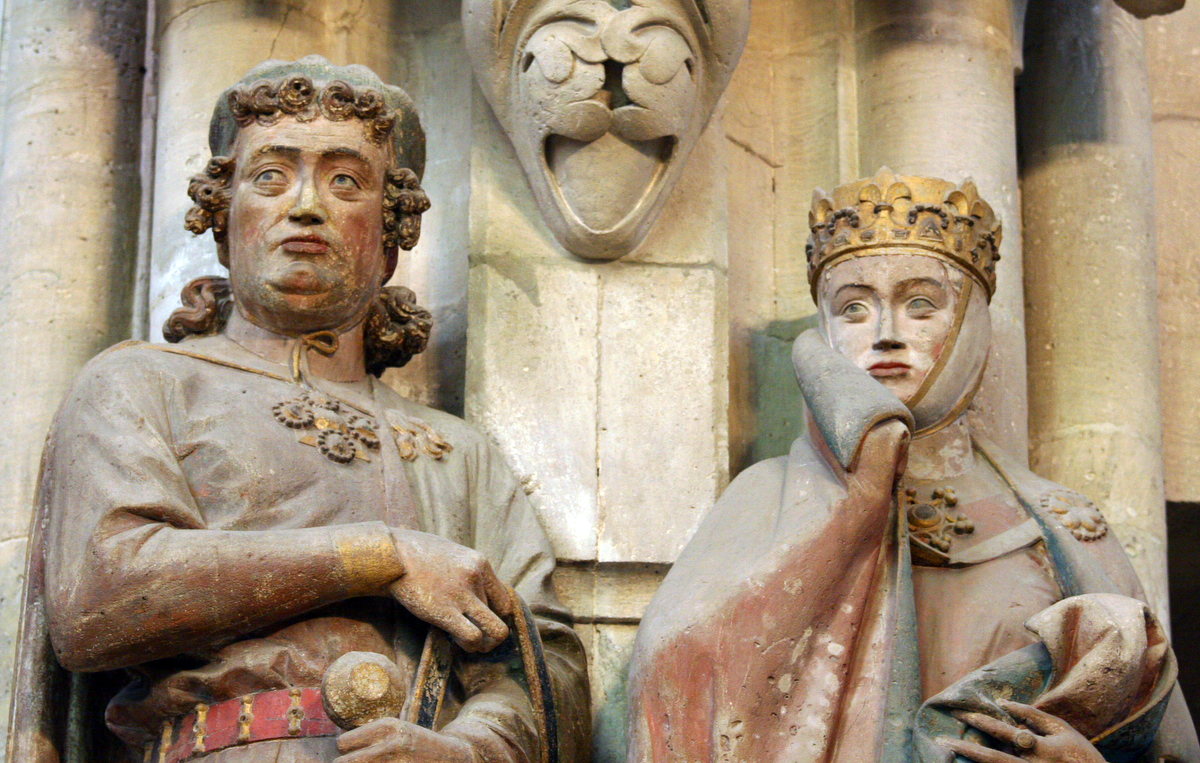
Detall de dos retrats de Ekkehard II i Uta von Meißen, a la catedral de Naumburg; encara presenten la policromia original (c. 1240-1260).

Cap al 1200, l'estil original es transformà impulsat pel creixent interès envers el naturalisme; és la segona etapa de l'evolució del gòtic, anomenada protogòtica. En aquesta transició van tenir un paper important els artistes de la vall del Mosa, i de forma especial Nicolas de Verdun i Renier de Huy, els primers grans mestres de la història de l'escultura gòtica, que destacaren pels seus treballs d'orfebreria i bronze. A les catedrals de Reims, Amiens i Notre-Dame de París, l'estil gòtic restà fora de la influència romànica i les seves estàtues presenten un naturalisme força avançat; les escultures són independents de les columnes.
En aquest període de l'edat mitjana va aparèixer per primera vegada l'ús del contrapposto; aquest recurs tècnic pretenia donar més gràcia i moviment a les imatges, que eren presentades en actituds més dinàmiques i es realitzava un tractament dels volums anatòmics que, en molts casos, ja no restaven ocults per la roba. El contrapposto gòtic, vist des de l'exterior, diferia del clàssic per una aparença més pronunciada que no era el resultat del tractament anatòmic; era més ornamental. Al mateix temps que a les escoles de filosofia s'ensenyava l'humanisme, es tornaven a definir els principis fonamentals de la fe; aquest context cultural va fer possible l'absorció d'elements artístics de l'antiguitat clàssica, tot suavitzant l'estricta ètica que van guiar el pensament moral al llarg dels segles anteriors. Aquests canvis dirigien l'entorn cultural cap a un laïcisme més gran que afavoria un desplaçament de l'interès des d'una dimensió sobrenatural cap a una de més humana. També es va recuperar el valor de la bellesa pura de les formes que s'havia perdut des de l'antiguitat, tenint en compte, com deia sant Tomàs d'Aquino, que la bellesa estava íntimament associada amb la virtut i la plena expressió de la seva naturalesa essencial.

#### Del Regne de Déu al naturalisme
Durant el segle xiii, en termes tècnics, la tendència general de l'escultura es concretà en un alliberament, en més autonomia respecte a l'arquitectura, encara que mantenint una estreta relació amb el context arquitectònic, de manera que els grups tendien a preservar un notable sentit de la unitat i l'harmonia. Pel que fa a la forma, aquesta es va decantar cap a un estudi més detallat de la natura, tractant de reproduir els efectes lumínics (llums i ombres), les textures dels teixits, els subtils matisos de l'expressió dels rostres, la frescor de la joventut i les marques de la vellesa. Sembla que tots els objectes es convertiren en vehicles de la bellesa i eren dignes de ser representats. Segons Arnold Hauser:
| « | ... (aquí es va acabar) la gran transició de l'esperit europeu del Regne de Déu a la natura, les coses eternes per a l'ambient immediat, els terribles misteris escatològics dels secrets més inofensius del món creat. (...) la vida orgànica, que després de la fi de l'antiguitat havia perdut tot valor i significat, torna a ser honrat, i les coses individuals de la realitat sensible són erigides com un art que ja no requereix d'explicacions sobrenaturals. No hi ha millor il·lustració d'aquest desenvolupament que les paraules de sant Tomàs d'Aquino, «Déu s'alegra en totes les coses, cada una en correspondència amb la seva essència». Elles són l'epítom de la plena justificació teològica del naturalisme. Totes les coses, per més petites i efímeres que siguin, tenen una relació immediata amb Déu; tot expressa la natura divina a la seva manera i, per tant, guanya valor i significat també per a l'art. | » |

#### El cos humà
Dins del procés de valoració del qual és natural, el cos humà va sortir-ne especialment beneficiat, ja que, fins aleshores, era vist com «una massa de corrupció, pols i cendres», com deixà escrit Pere Damià al segle xi en la seva obra De laude flagellorum. Aquesta aversió al cos era una nota omnipresent en la cultura religiosa anterior i quan es representava l'ésser humà prevalia una estilització que va minimitzar la seva carnalitat; però l'esquema simbòlic del romànic i del gòtic primitiu fou abandonat definitivament i, en poc temps, s'aconseguí el naturalisme d'una manera que no es veia des de l'antic art grec i romà. La figura real de Crist —abans representada fonamentalment com un jutge, rei i Déu—, es va humanitzar i l'adoració de la seva humanitat va arribar a ésser considerada el primer pas per conèixer el veritable amor diví. La conquesta del naturalisme va ser una de les fites més importants del gòtic, fent possible progressivament una evolució cap al Renaixement, cap a la mimesi artística i la representació de la dignitat de l'home en la seva bellesa ideal.

Com va dir Ladner: 

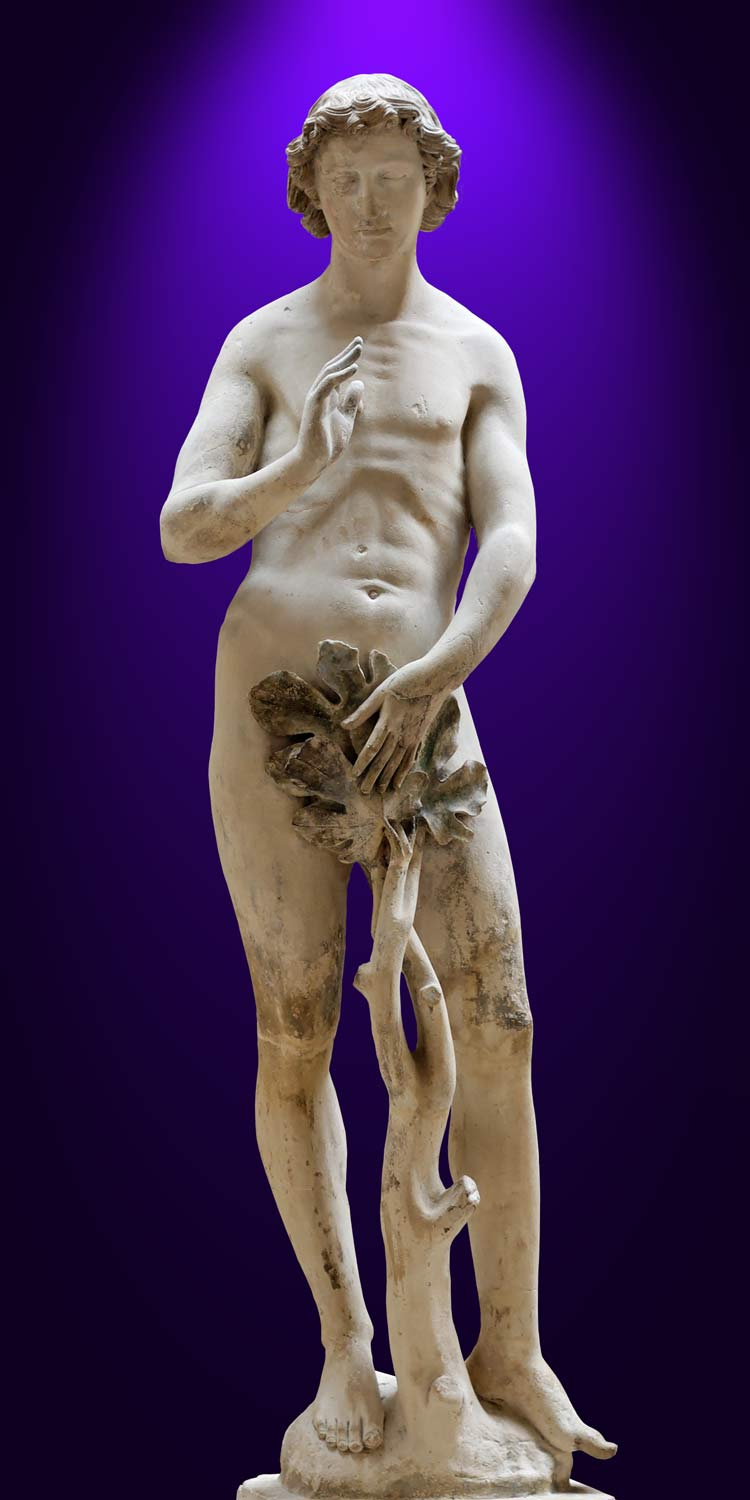
Adam, que originalment estava a la façana de la catedral de Notre-Dame de París, c. 1260.

| « | ... al final del segle xi, l'espiritualització havia arribat a un clímax més enllà del qual era impossible continuar, per la qual cosa la primera meitat del segle xii va representar un punt d'inflexió en la història de la imatge de l'home a l'art cristià, així com el desenvolupament de la doctrina de la semblança entre la imatge de l'home i la de Déu. | » |

#### Un nou ordre de valors
Seria erroni suposar que en aquesta època el naturalisme ja representava un alliberament dels dictats de l'església i l'abolició radical de l'interès per l'esperit. L'escultura, amb altres arts, es va manifestar en una dualitat constant, a la recerca d'una fórmula, d'un compromís entre els dos extrems. Si, per una banda, l'atenció a la natura va obligar a un avenç extraordinari de la tècnica escultòrica que permetia imitar amb una gran semblança les formes naturals, per l'altra, existia una tendència en fragmentar la totalitat de l'obra de manera que les parts rebien més atenció que el tot; un sentit d'unitat, només es tornaria a assolir al final d'aquesta fase del gòtic. Els factors que caracteritzen aquest canvi d'enfocament foren la dissolució del conservadorisme cultural i el desenvolupament d'un interès genuí per tot el que era nou.
Els cronistes de l'època van expressar el seu entusiasme per l'aparició d'un nou ordre de valors, el qual permetria la construcció d'una societat més equilibrada en la qual el benestar material es convertí en una meta assolible, tot i que —calia suposar— havien de preparar-se per a la salvació de l'esperit. I es reforçà la idea que la humanitat s'havia renovellat en Crist; la gent ja no havia de viure tan oprimida pel pes de la mortalitat i el pecat, podent expressar sense culpa la bellesa, la vitalitat i l'alegria. Aquestes tendències naturalistes, no es van aparèixer totes el mateix temps i en tots els llocs; es conservaren tradicions locals que aportaven a l'obra trets diferencials, de vegades més arcaics o exòtics si hi havia un contacte amb altres escoles estrangeres. D'altra banda, la presència d'un mestre destacat, amb una personalitat artística més definida, va contribuir a dirigir l'estil cap a alguna tendència en concret, tot i que en els primers temps de l'escultura gòtica, es desconeixen els escultors i són anònims.

#### Temàtica iconogràfica

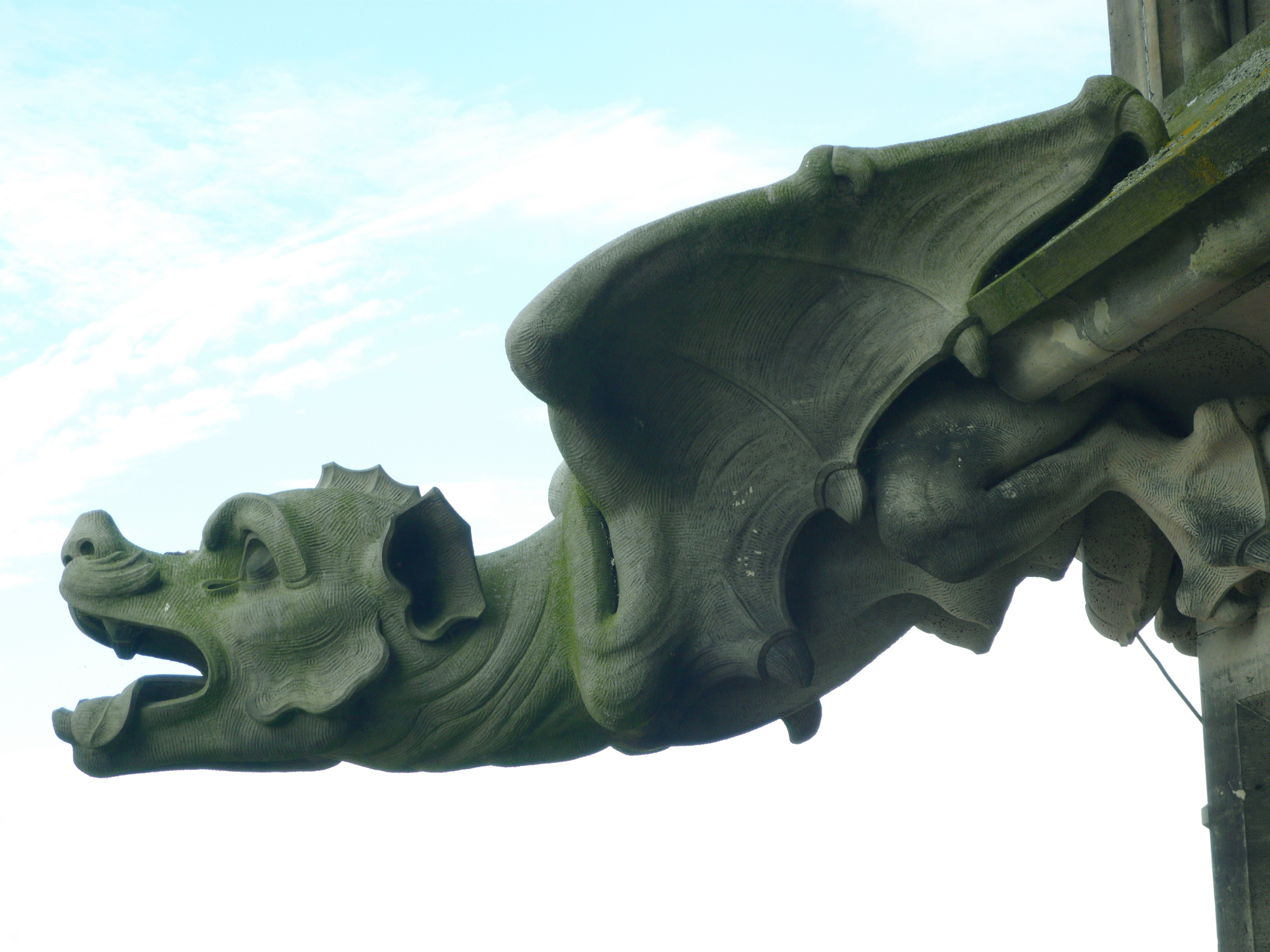
Gàrgola a la catedral d'Ulm.

La representació a l'escultura gòtica, especialment la que decora o decorava les esglésies, eren d'animals, reals o fantàstics, tema que ocupava un lloc important dins el pensament medieval. Juntament amb la decoració ornamental de motius vegetals, eren freqüents incorporar imatges de l'anyell i el peix —com a símbols de Crist—, el colom —que representava l'Esperit Sant—, els animals associats als evangelistes —bou, àguila i lleó—, i animals mítics com ara el griu, el dragó o el basilisc, tots amb significats simbòlics que s'associaven amb alguna lliçó moral.
La forma de la gàrgola es va utilitzar molt sovint en l'arquitectura de les catedrals com a solució per drenar l'aigua. Segons algunes tradicions, tenien el poder d'espantar els mals esperits, però la seva veritable interpretació encara presenta moltes llacunes. A més a més, la representació d'animals fantàstics oferia llibertat a l'artista davant la censura eclesiàstica; era la manera que els escultors podien donar formar a la seva fantasia i impulsats per determinats estats d'ànim expressar el que volien amb una gran varietat de formes extravagants, d'un gran efecte plàstic.
Cap al 1250 l'escultura arquitectònica ja mostrava signes de declivi i fou substituïda per una decoració abstracta o floral; guanyaren importància l'estatuària independent, els reliquiaris i, d'una forma especial, els monuments funeraris i les tombes privades. Dues característiques innovadores d'aquest darrer gènere en particular foren la creació de petites figures que eren col·locades en nínxols, habitualment en una actitud jacent, i l'intent de representar la veritable cara dels difunts. Abans de finals del segle xiii, el gòtic s'havia estès pel Sacre Imperi, la península Ibèrica, Anglaterra i fins i tot havia arribat a la península Itàlica i Escandinàvia, donant pas a la següent fase, anomenada gòtic internacional.

### Gòtic internacional

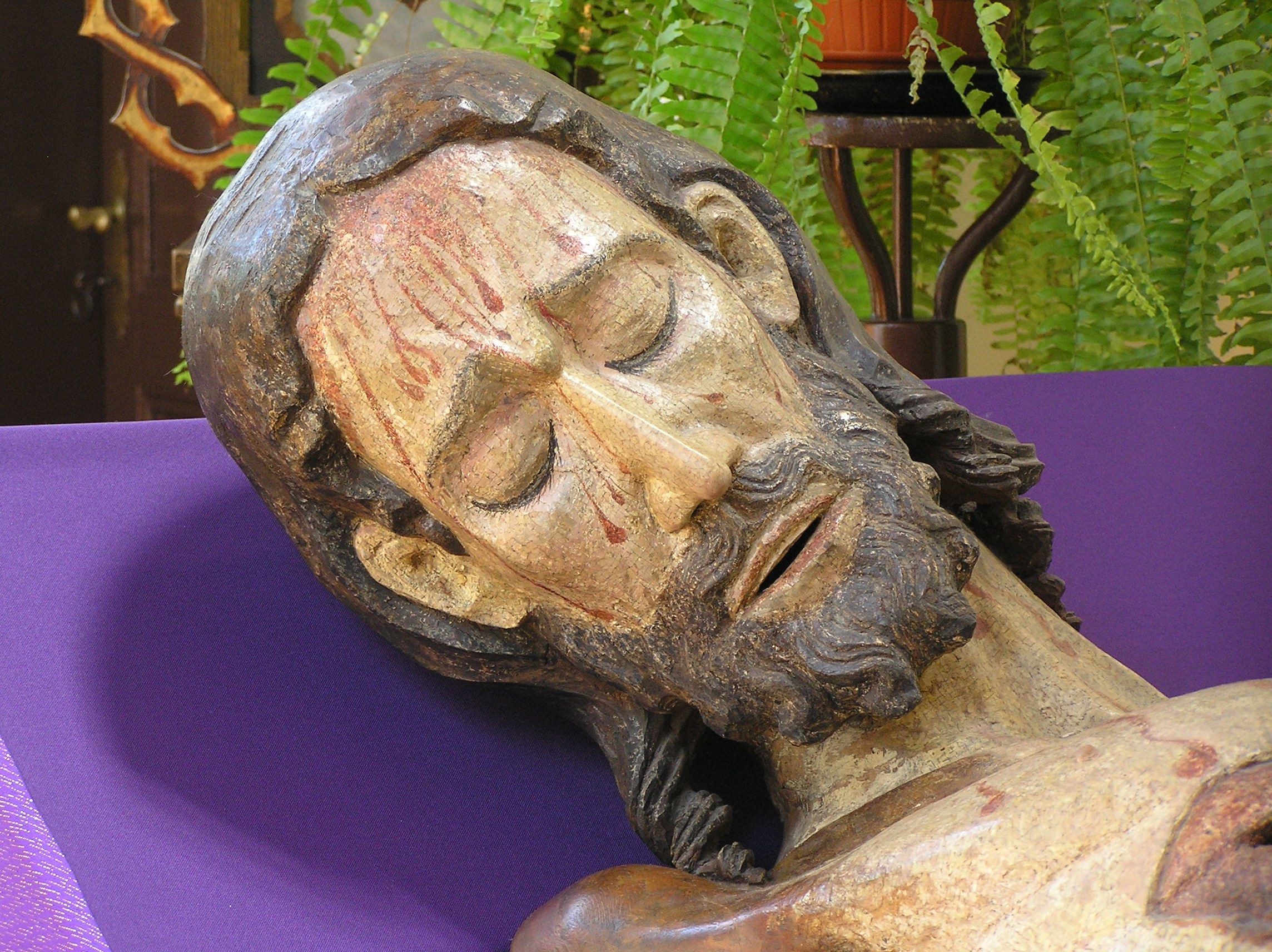
Detall d'un crist, circa 1380. Polònia.

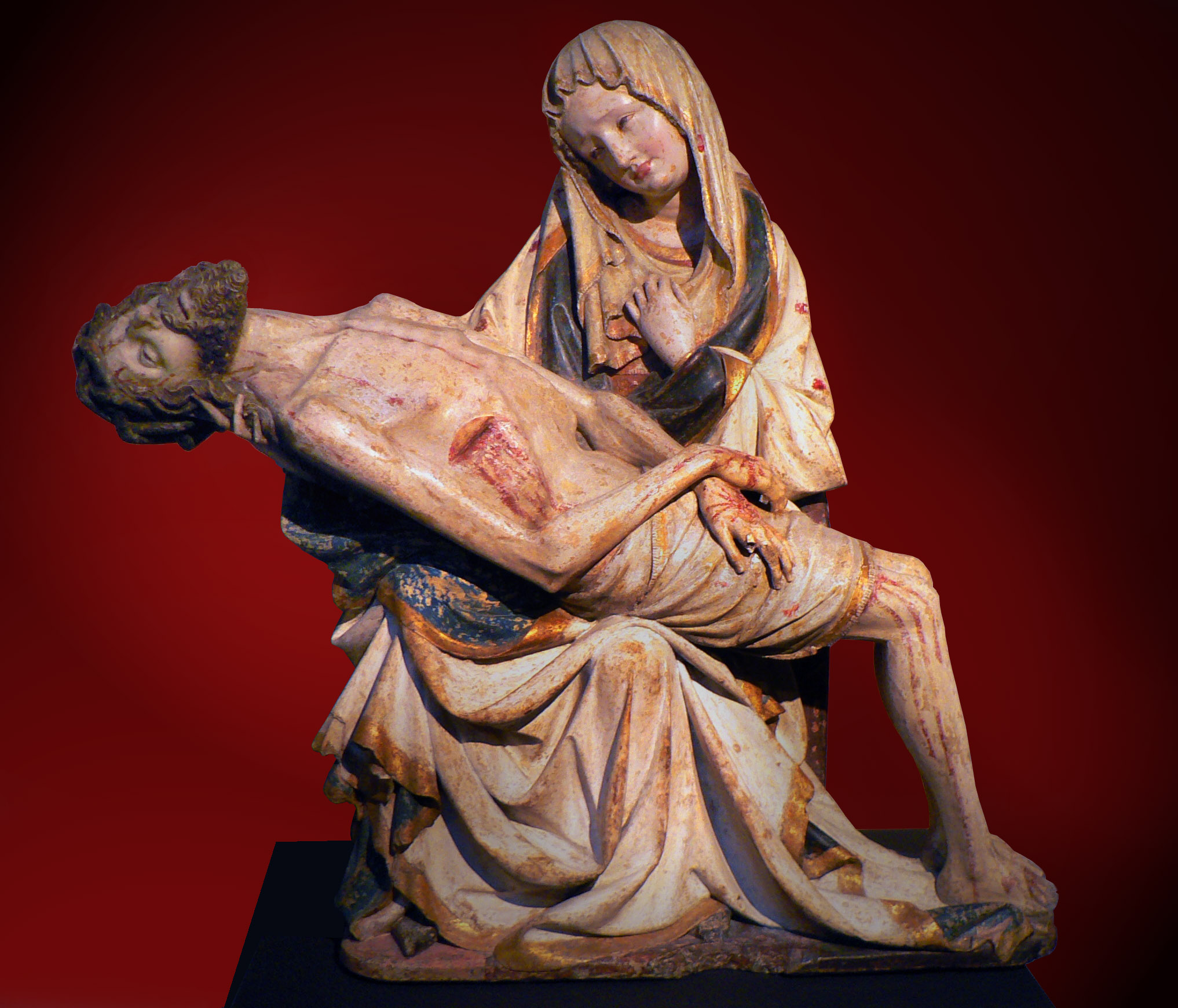
Una pietat circa 1400.

L'anomenat gòtic internacional comprèn el període entre mitjans del segle xiv fins a mitjan segle xv, amb el seu punt àlgid cap a l'any 1400, que va ser quan l'estil es va convertir en la llengua vehicular de l'art europeu, amb un gran moviment d'artistes i d'intercanvis entre les escoles regionals. Però quan es parla d'internacional no implica que l'estil es convertís en homogeni. Al contrari, l'aparició de grans centres urbans a diversos països, tots amb tradicions pròpies, va generar un panorama d'una gran diversitat; a més, l'existència de clients rics va permetre el cultiu d'una àmplia gamma de noves possibilitats artístiques.

#### Un nou esperit religiós
L'escultura d'aquest període no va ser monumental, llevat de casos esporàdics, i es va centrar en la realització d'altars portàtils i de retaules. El segle xiii es va caracteritzar per l'aparició d'una retòrica naturalista derivada de l'explotació de les aparences superficials dels objectes —encara que el seu fonament hagi estat metafísic. L'escultura d'aquest estil internacional va seguir, per una part, aquesta tendència i, per l'altra, va donar lloc a un nou enfocament que serví com a referent d'una devoció moderna, en el que esdevindria un renaixement religiós que es va iniciar en el si dels ordes mendicants i que aviat es va estendre entre els laics.

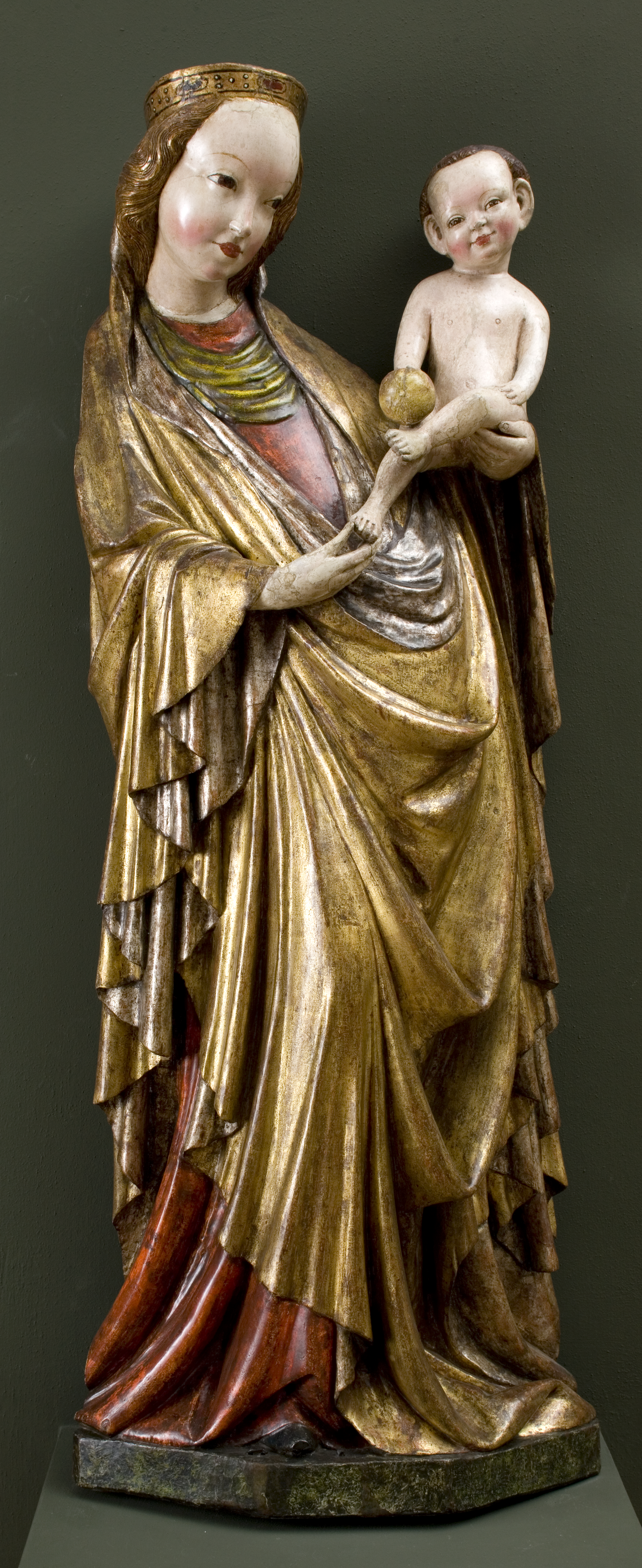
Imatge de la Mare de Déu amb el típic contrapposto del gòtic, exemple del tipus «Mare de Déu bella». Museu d'Erasmus Cioleka, a Cracòvia.

Aquesta «devoció moderna» era més introspectiva i íntima, però també un èxtasi místic del fervor col·lectiu. Això va suposar la multiplicació d'obres amb temes dramàtics, com les escenes sobre la passió de Crist i les pietats, que comportava un atractiu emocional més immediat i un caràcter confessional i penitencial. Encara que sense explorar, aquests aspectes estaven vinculats a la popularització de la doctrina sobre les indulgències i el purgatori, i el concepte de la salvació com un problema en essència individual i subjectiu, per contrast amb les idees sobre una escatologia col·lectiva que havien prevalgut anteriorment.

#### El context social i econòmic
Aquesta nova iconografia, on les imatges de la mort i el sofriment eren comunes, també reflectien una situació social inestable i plena de paradoxes, quan les guerres eren comunes, la vida quotidiana del poble estava marcada per una violència gratuïta, la fam era una ombra constant, les freqüents revoltes populars contra uns impostos abusius eren reprimides amb rigor i les epidèmies delmaven a la població —la Pesta Negra de 1347-1351 es calcula que provocà la mort d'un terç de la població europea. La mateixa gent que seguia una processó religiosa amb llàgrimes als ulls, en acabar, podien reunir-se a la plaça del poble i delectar-se amb una execució pública, on no mancaven mostres de crueltat.
Tanmateix, d'altres factors van contribuir a portar la diversitat al gòtic internacional, un període que va marcar, segons Johan Huizinga, «l'inici de la fi del món medieval». La classe mitjana va créixer, es va organitzar i va començar a administrar amplis sectors dels assumptes públics. El sistema feudal va declinar i va ser reemplaçat gradualment per un model econòmic protocapitalista dominat pels valors de la burgesia, classe social que, de fet, es va convertir en l'avantguarda cultural de l'època i va tenir un paper principal en el patrocini de les arts. L'individualisme que caracteritzava aquesta nova economia, juntament amb el naixement d'una nova cultura urbana que s'allunyava dels valors tradicionals i en formulava d'altres més dinàmics, afavorí l'aparició d'un gran moviment social que quedà reflectit en les arts amb la presència d'aspectes més realistes, amb interessos sobre detalls mundans i de caràcter privat. En aquest sentit, és exemplar la profusió de retrats que sovint entraven en caracteritzacions psicològiques inèdites fins llavors.
Paral·lelament, cal considerar la persistència d'una sofisticada cultura cortesana tipificada en la cort francesa dels Valois, que foren dels mecenes més importants de l'època. Una cultura inspirada en les tradicions de la cavalleria i dels ideals de l'amor cortesà, que impulsà i inspirà la producció escultòrica en aquesta fase, una fase caracteritzada per un caràcter ornamental pronunciat, que emfasitzava les vestimentes, la rica textura i l'elegància de gests. Cal detallar que la prevalença d'aquest codi també era present en l'art que es consumia en altres contextos de la noblesa que seguien fórmules més convencionals.

#### Pràctiques artístiques i religioses
En aquest sentit, es consolidà la creació de la tipologia anomenada de la «Mare de Déu bella», una de les més apreciades del gòtic internacional. La seva funció i origen exactes és subjecte de debat, però sembla haver derivat tant de l'òrbita de la cultura cortesana com de la popular —que encarna un ideal de bellesa atemporal— i la fusió de la gràcia més clàssica de la noblesa amb la pietat més sentimental del poble.
Un altre aspecte de les pràctiques artístiques i religioses que cal esmentar fa referència a la resurrecció de les fórmules de períodes anteriors. L'ona de grans manifestacions de devoció que es van produir durant el gòtic internacional va quedar intensament reflectida en la producció de reliquiaris i estatuària de culte; moltes de les imatges sagrades que es van realitzar eren còpies directes d'un prototip famós, la veneració del qual ja era antiga. S'apreciava una clara relació amb la imatge original i se li afegia un caràcter novament arcaic. I, el que és més important, se li donava un caràcter sagrat més autèntic, sobretot quan es podia reforçar amb el suport d'alguna llegenda popular; com, per exemple, que unes certes estàtues molt conegudes s'havien multiplicat miraculosament i realitzaven miracles també a través de les seves còpies. Val a dir, que si les còpies no estaven vinculades a cap folklore específic, s'esperava que tinguessin els mateixos privilegis i poders que l'original. Aquest historicisme fou encara més marcat en la transició cap al gòtic tardà.

### Gòtic tardà

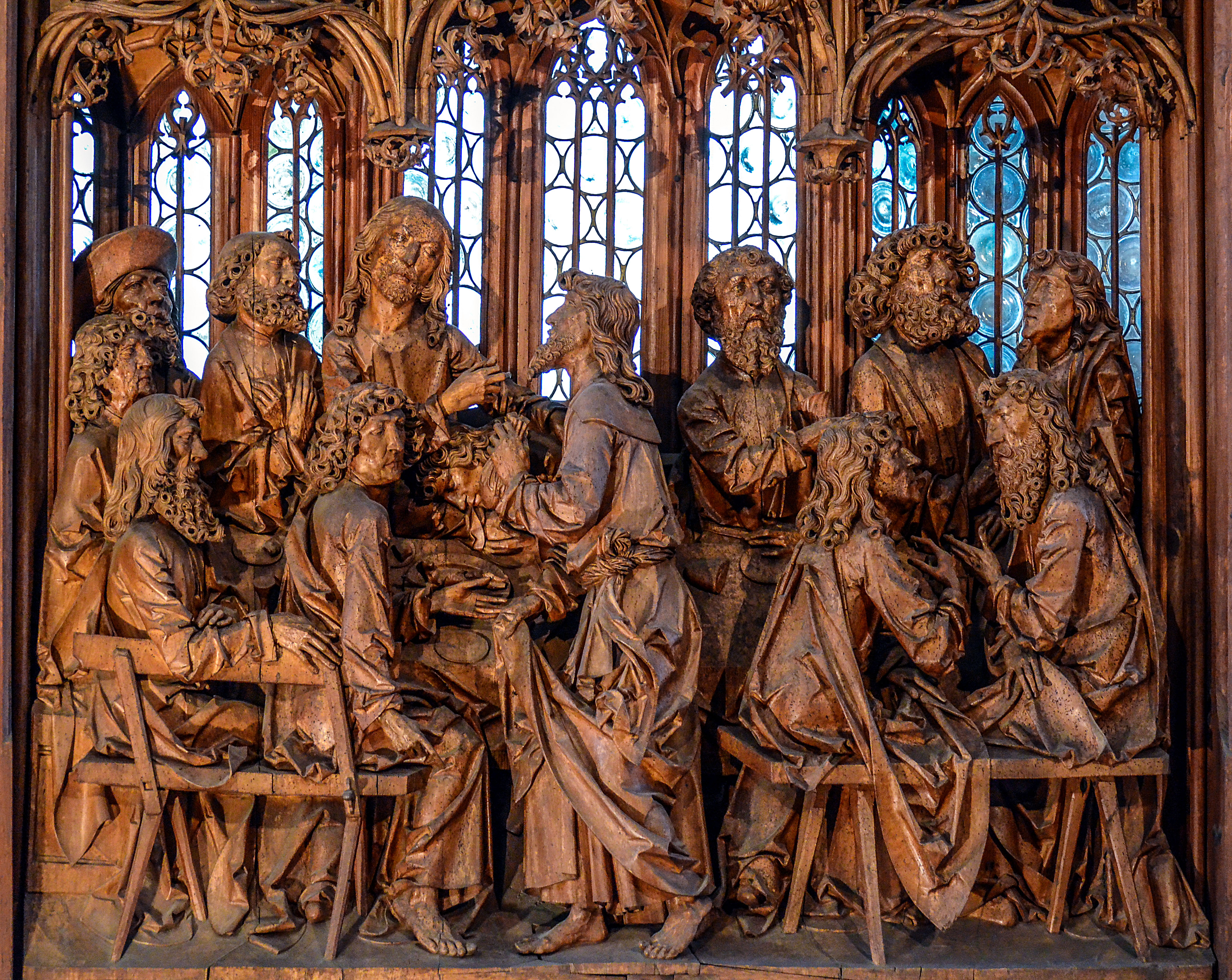
Escena d'un retaule de Tilman Riemenschneider a Rothenburg ob der Tauber.

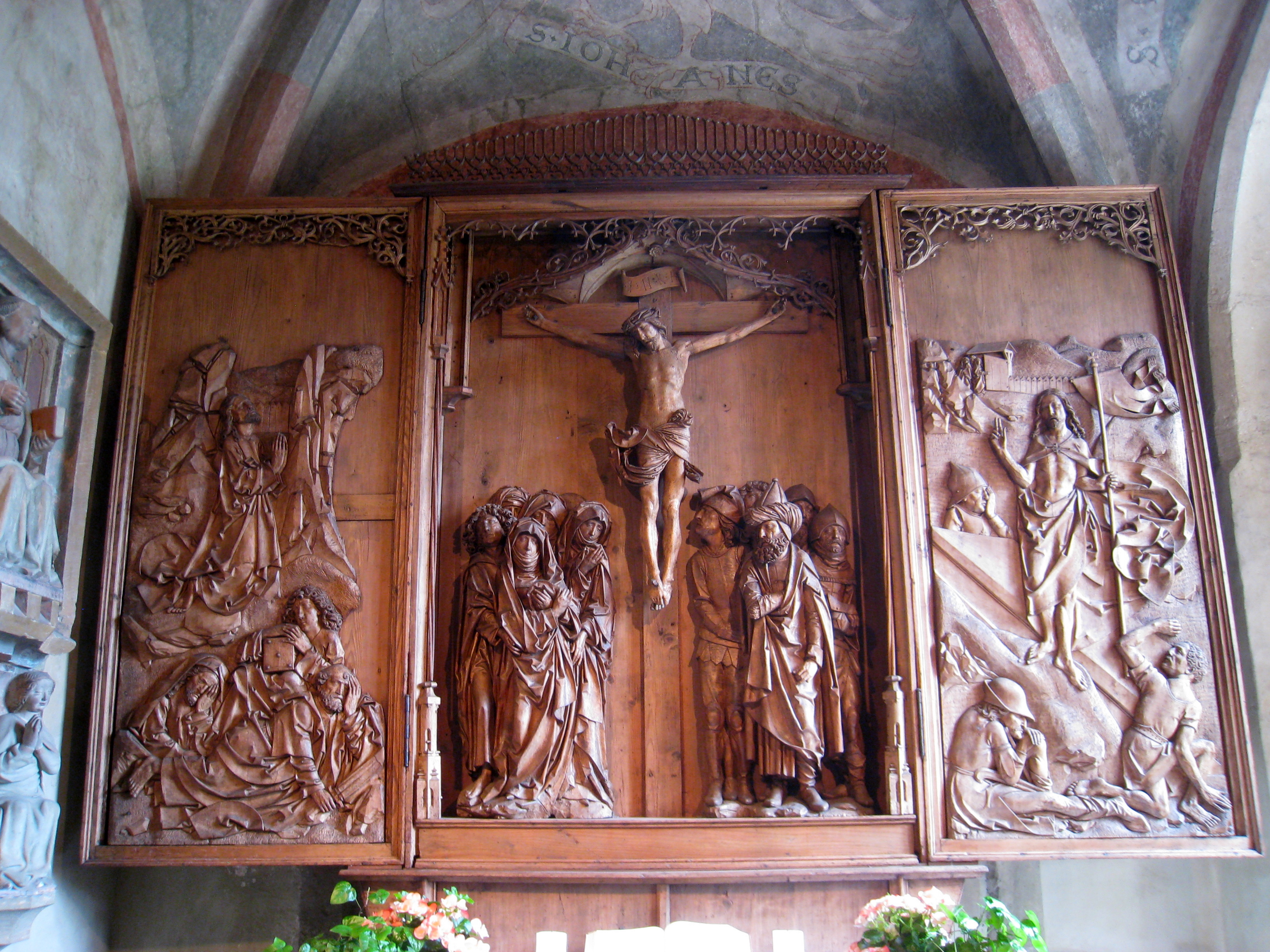
Retaule amb panels laterals plegables.

El gòtic tardà és la fase final de l'estil gòtic, però no va ser una etapa de decadència. La transició es produí d'una manera suau i gradual, i fou en aquesta etapa quan es realitzen algunes de les obres gòtiques més riques i complexes. Finalment, l'estil desapareix per deixar pas al Renaixement i al manierisme. El gòtic tardà es desenvolupa aproximadament entre mitjan segle xv i mitjan segle xvi, i, amb relació al naturalisme i l'internacionalisme, representa el coronament del que s'havia aconseguit en la fase anterior.
Hi ha unes diferències prou significatives en la societat europea de l'època, que poden contribuir a explicar la transformació artística. En economia, l'obertura de noves rutes comercials i de grans viatges va modificar l'eix del comerç internacional entre les nacions d'Europa Occidental. Portugal i Espanya es van erigir en potències navals, seguides per França, Anglaterra i els Països Baixos. L'or i altres riqueses de les colònies d'americanes, africanes i asiàtiques arribaven a aquests països en quantitats mai vistes i, entre altres coses, va permetre una veritable explosió en la promoció de les arts.
El saqueig de Roma (1527) va causar la fugida de molts intel·lectuals i artistes itàlics. Aquest fenomen va significar la difusió a gran escala de la tradició clàssica-renaixentista italiana, ja que el gòtic itàlic feia temps que havia estat superat, i es produí una activa circulació d'obres d'art itàlic i de textos clàssics. La impremta de tipus mòbils, acabada d'inventar per Gutenberg, va permetre la difusió de la cultura en general (i en particular dels textos humanístics) d'una manera molt més eficient, ràpida i generalitzada entre tots els països. Així, diversos elements estètics provinents dels països itàlics es van convertir en elements amb presència en la major part de llocs on el gòtic existia encara amb força i que va originar una multiplicitat de corrents eclèctics que moltes vegades han estat descrites com una part del manierisme internacional.
Una altra tendència evident del període va ser desenvolupar un gust pel complex i la màxima sofisticació, on es nota de manera notable és als grans retaules amb diverses escenes juxtaposades, que van substituir les portades de la façana, com forma d'il·lustració didàctica de la doctrina en un gran plafó narratiu, la mateixa estructura dels retaules, que emmarcaven les escenes en estructures arquitectòniques, sovint recordant una façana d'església. Així com els portals, aquestes grans estructures presentaven un programa iconogràfic clarament organitzat, amb la il·lustració de la jerarquia divina que tenien un reflex a la terra, sota la forma de l'església instituïda amb el Vicari de Crist com el seu líder, a més a més dels seus ministres i els creients. Aquests retaules eren oferts en general per la comunitat i, per tant, tenien un significat a més del religiós el social, perquè servien com a símbols de la identitat d'aquesta comunitat, i com més rics i grans, més prestigi donaven a la ciutat o a la congregació. La major part dels retaules posseïa panells plegables laterals, que s'obrien en les grans solemnitats religioses, al costat de la representació de Crist, els àngels i els sants, estaven també les figures del poble i de la jerarquia civil.

#### Iconoclàstia protestant

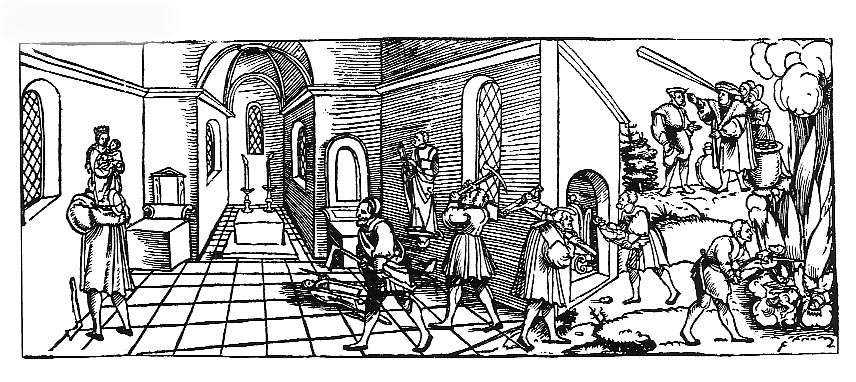
Gravat de Erhard Schön mostrant un episodi d'iconoclàstia, c. 1530.

El període final del gòtic patí les conseqüències d'uns actes lamentables provocats per la crisi iconoclàstia que impulsà la Reforma protestant. Els reformistes van posar fi a la unitat del cristianisme, un dels factors que més contribuïren a la cohesió cultural d'Europa, i van proposar nous conceptes religiosos que van afectar la representació escultòrica. Les directrius s'inclinaven cap a la condemna sumària de la representació sagrada i provocà diversos episodis de destrucció massiva de les imatges sacres; van ser espoliats molts temples convertits al protestantisme, amb tresors d'art d'incalculable valor. Un testimoni de Gant, documentat el 1566, diu que els incendis que cremaven les imatges es podien veure a més de 15 kilòmetres de distància.

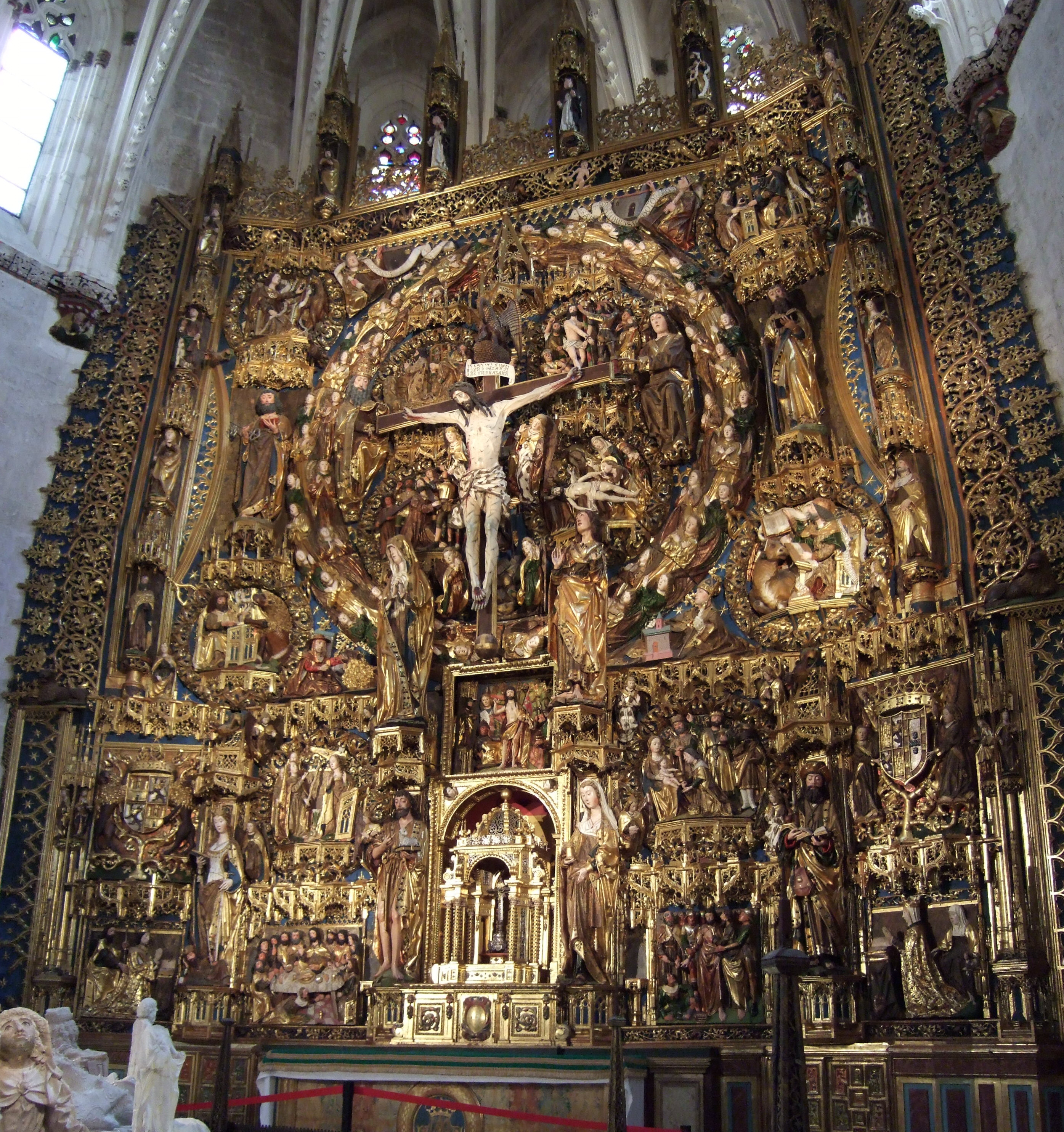
Retaule de la cartoixa de Miraflores (Burgos), de Gil de Siloé.

Els països catòlics no van tenir aquest problema perquè el Concili de Trento va reafirmar la importància de l'art sacre, però no van poder escapar del debat internacional que es va desencadenar al voltant del paper de les imatges de culte. Finalment, s'aconseguí establir un equilibri entre la funció devotiva —amb el reemplaçament de la imatge divina—, i el caràcter d'obres d'art per dret propi. Encara que Luter havia intentat mantenir una actitud conciliadora, tot admetent la possibilitat de preservar unes certes imatges com a testimonis de la història sagrada, d'altres dirigents reformistes es van mostrar inflexibles. Aquesta destrucció a gran escala de l'art religiós és un dels factors que ocupen l'estudi especialment complicat d'aquest període que, en un altre sentit, va fer possible la formulació d'una nova teoria estètica que seria una de les bases del concepte modern de l'art. Segons Belting:
| « | Luter, que defensava el raonament de la religió en la vida va ser, sens dubte, un testimoni de la causa del que es va anomenar «el naixement de l'era moderna a partir de l'esperit de la religió». La religió, tot i que anteriorment s'havia refermat a través de combats, ara ja no era el mateix. Lluitava per l'espai que ocupava fins aleshores però, finalment, se li va adjudicar un lloc separat de la societat, com la que estem acostumats en l'actualitat. L'art va ser acceptat o bé va ser exclòs, però va deixar de ser un fenomen religiós en si mateix. En l'àmbit de l'art, les imatges simbolitzaven les noves exigències secularitzades de la cultura i l'experiència estètica. En aquest sentit, va ser rebutjat un concepte unificat de la imatge, però la pèrdua va ser encoberta per l'etiqueta d'«art» que avui s'aplica de manera general. | » |

## Escoles regionals

### França

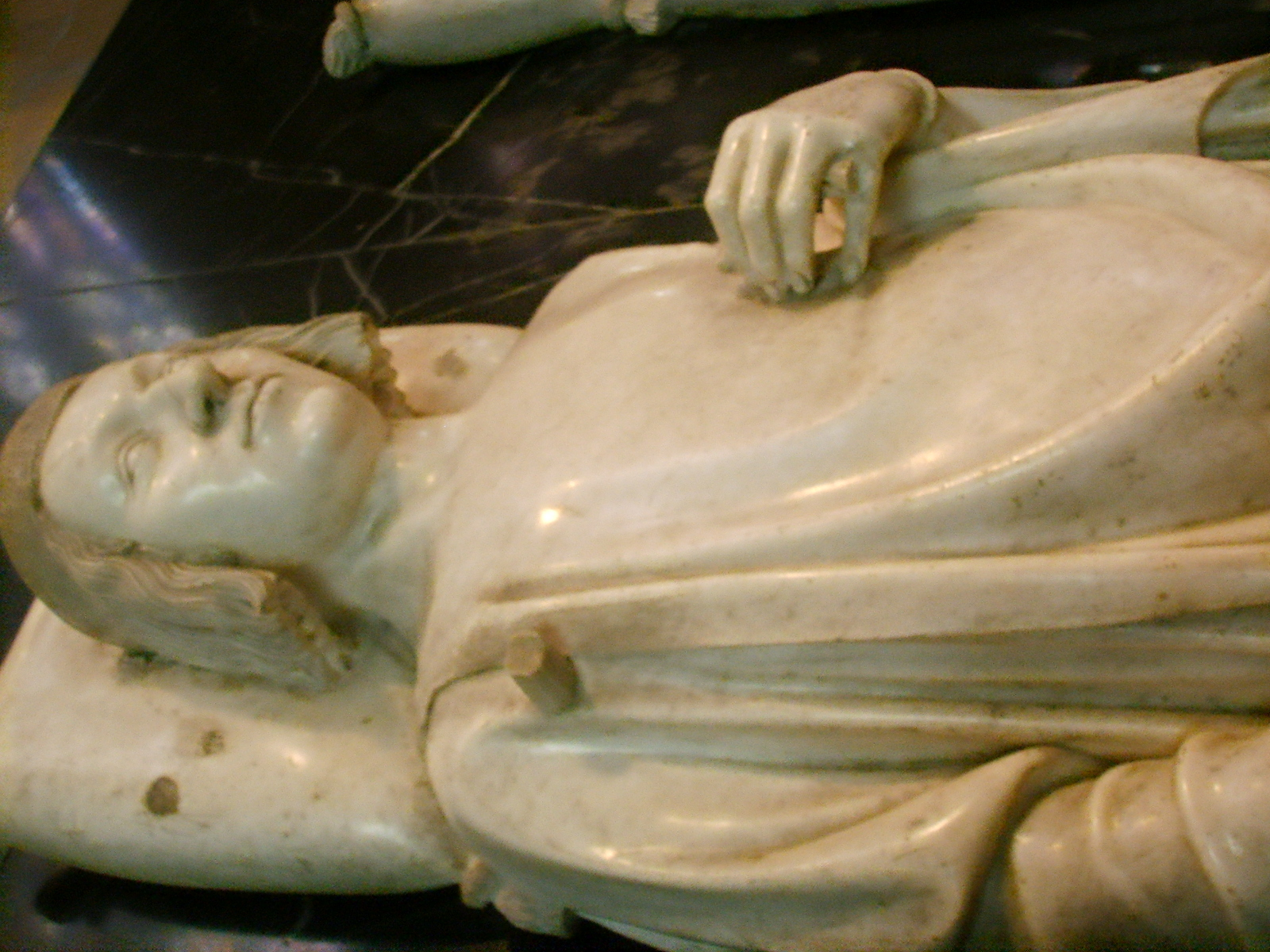
Imatge de Carles V de França d'André Beauneveu (basílica de Saint-Denis).

El gòtic dels dos primers períodes, principalment, fou una iniciativa de l'art produït a França, fins i tot quan ja va tenir més presència a altres llocs. Com que es van perdre les primeres escultures realitzades a la basílica de Saint-Denis, les estàtues-columnes de la catedral de Chartres són les que mostren els primers trets característics del naturalisme gòtic. A la catedral de Reims, les escultures posseeixen una estilística més propera a la de la figura humana, amb les vestimentes que s'adapten al cos i amb actituds i expressions que reflecteixen emocions i sentiments. A partir de mitjan segle xiv, d'acord amb la tendència general europea, es reduí la producció d'escultures monumentals i es realitzaren més les de petites dimensions. Es va enriquir la temàtica present en les estàtues de devoció, amb la creació de mares de Déu amb nens i crucificats, exemples que mostren línies d'una gran delicadesa i gràcia de caràcter ornamental. Les tombes continuaven sent com les del segle xiii, però amb les imatges que representaven millor els retrats dels difunts; cal destacar la del rei Carles V de França i els seus dos immediats successors, obres realitzades per André Beauneveu.
Carles V fou un gran mecenes del seu temps, el que va fer de París un centre escultòric important que afavorí l'arribada d'artistes flamencs com Jean de Lieja; el germà del rei, Joan I de Berry duc de Berry, també fou un bon mecenes i a la cort que va instal·lar com a alternativa a la de Poitiers i Bourges, comptà amb els serveis dels escultors Jean de Cambrai i el ja esmentat Beauneveu, entre altres artistes.

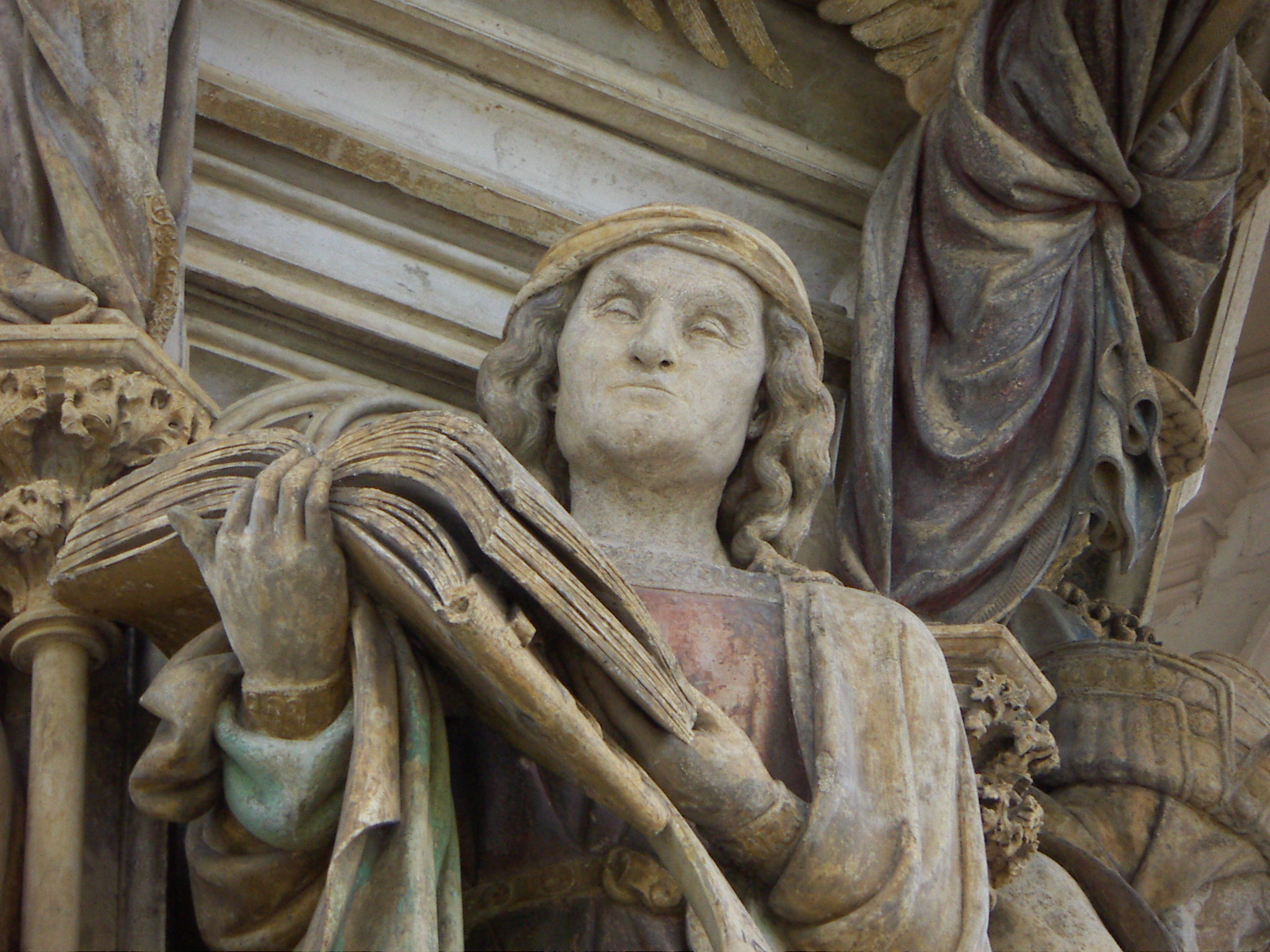
Detall del Pou de Moisès de Claus Sluter.

Sota la protecció del ducat de Borgonya, especialment de Felip II de Borgonya, l'escultor Claus Sluter va substituir el també flamenc Jean de Marville, i va iniciar la decoració de la cartoixa de Champmol a Dijon. Una de les seves obres més famoses és l'anomenat Pou de Moisès que hi ha al claustre de la cartoixa. Després de la mort del duc, el prestigi d'aquesta escola va començar a declinar; així i tot, a finals del segle xv cal citar a Antoine Le Moiturier, considerat tradicionalment com l'autor de la famosa tomba de Philippe Pot. Al mateix temps, els francoflamencs van ser responsables d'un ressorgiment de la decoració arquitectònica, una tendència que es va perllongar fins al segle xvi i va deixar bons exemples a la catedral de Rouen i la catedral d'Amiens, que inclouen peces de la façana i els relleus de l'interior. També al segle xv, a la Vall del Loira, va sorgir un moviment conegut com a Détente, que rescatava l'antic idealisme del segle xiii i incorporava alguns elements del renaixement italià que començava a ser conegut a França. Els seus temes van ser populars i, per tant, va tenir un gran èxit entre les classes més baixes; però també es van continuar fent imatges sacres i, de forma especial, mares de Déu i els grups del Sant Enterrament. A finals del segle xv, el moviment va influir ja en tota la producció escultòrica a França; cal destacar a Michel Colombe, artista especialment recordat per la seva magnífica tomba de Francesc II de Bretanya i Margarida de Foix, que hi ha la catedral de Nantes (1502-1507).

### Alemanya i Europa central

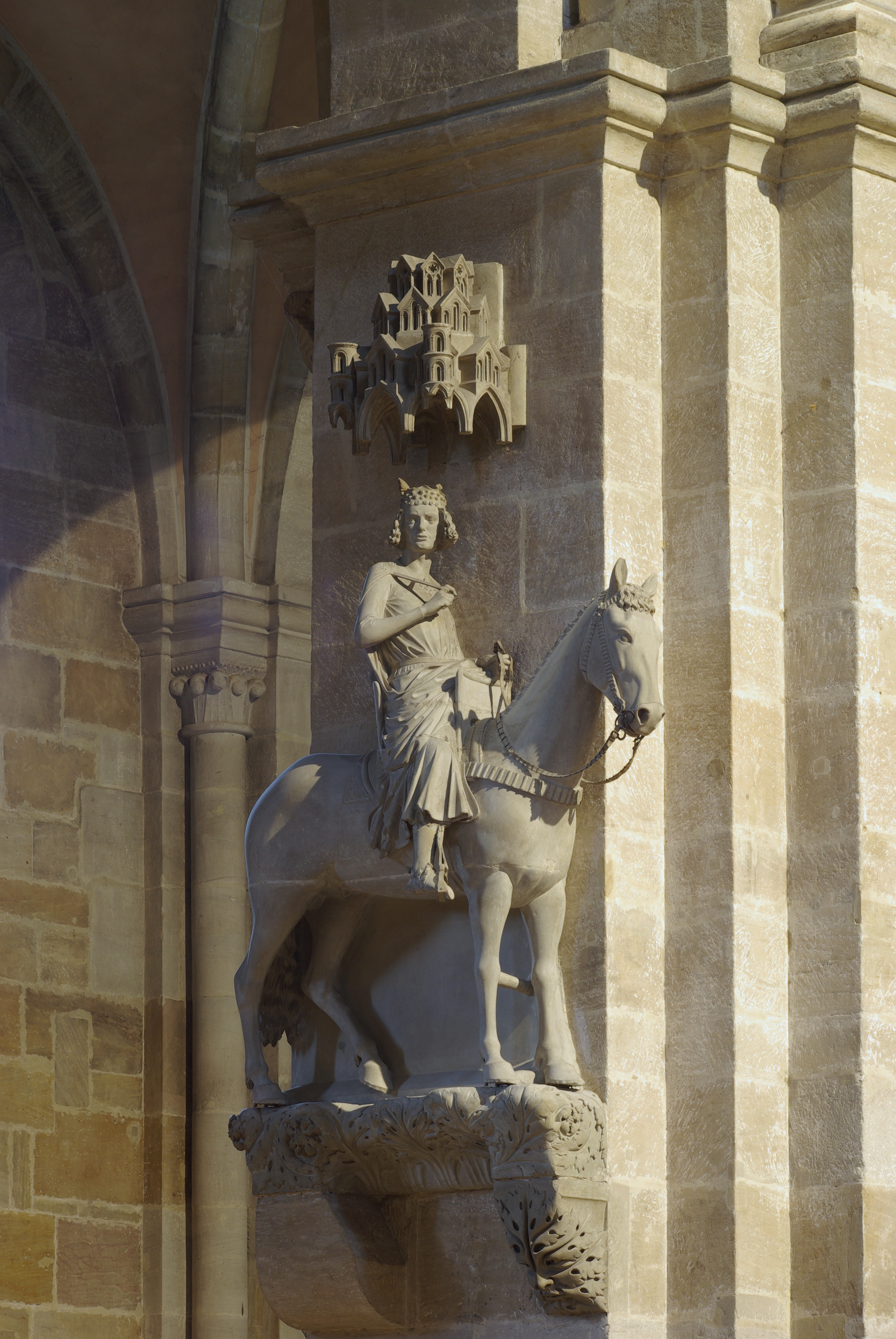
Cavaller de Bamberg (catedral de Bamberg).

A Alemanya, el gòtic va aparèixer cap a l'any 1220 i el conrearen escultors formats a França. L'escultura era aplicada a les façanes i, en general, van ser menys rica en detalls que la dels referents francesos i sempre es va mantenir una forta influència del país veí. D'altra banda, el naturalisme és més visible, potser perquè es mantenien elements característics de la seva pròpia tradició, desenvolupada durant el renaixement carolingi (segle viii) i a través de contactes amb l'Imperi Romà d'Orient. La influència també podia venir dels manuscrits il·luminats de l'antiguitat tardana conservats als monestirs, i de col·leccions eclesiàstiques que podien haver estat emprades com a models pels escultors. A la catedral de Bamberg (segle xiii), hi ha estàtues que poden ser considerades veritables retrats, com la famosa del Cavaller de Bamberg, i també s'observa el mateix en diverses figures de la catedral de Naumburg.
Quedà clar que, ja des de finals del segle xiii, existia una tendència a augmentar el dramatisme i la humanització dels temes sagrats com es pot observar en la proliferació d'escenes, entre d'altres, de la Dansa de la Mort, els Set Dolors de Maria», i la del Crist i la seva Passió. També es van realitzar pietats destinades a la devoció privada. Els millors exemples alemanys d'escultura monumental es troben a les catedrals d'Estrasburg (francoalemanya), Bamberg, Magdeburg i Naumburg.
Durant el gòtic internacional es van dissoldre les diferències regionals i l'estil es va homogeneïtzar però, en general, sense una gran qualitat. Pel que fa a la caracterització dels personatges, es van realitzar estereotips convencionals que ja no posseïen la representació individualitzada de la fase anterior. En aquest moment el gòtic alemany solament es diferenciava del francès en l'elecció d'uns determinats trets ètnics més locals quan es tractava de fer el disseny dels personatges. Tanmateix, aquesta mateixa opció, que al principi va resultar ser circumstancial i superficial, més tard va donar origen a un tipus d'art amb unes característiques nacionals inconfusibles. A Alemanya, a diferència de França on s'anà abandonant l'escultura monumental, continuà conreant-se com es pot observar en esglésies de diverses ciutats com a Colònia, Erfurt, Worms, Ulm, Augsburg, Würzburg, Nuremberg, entre d'altres.

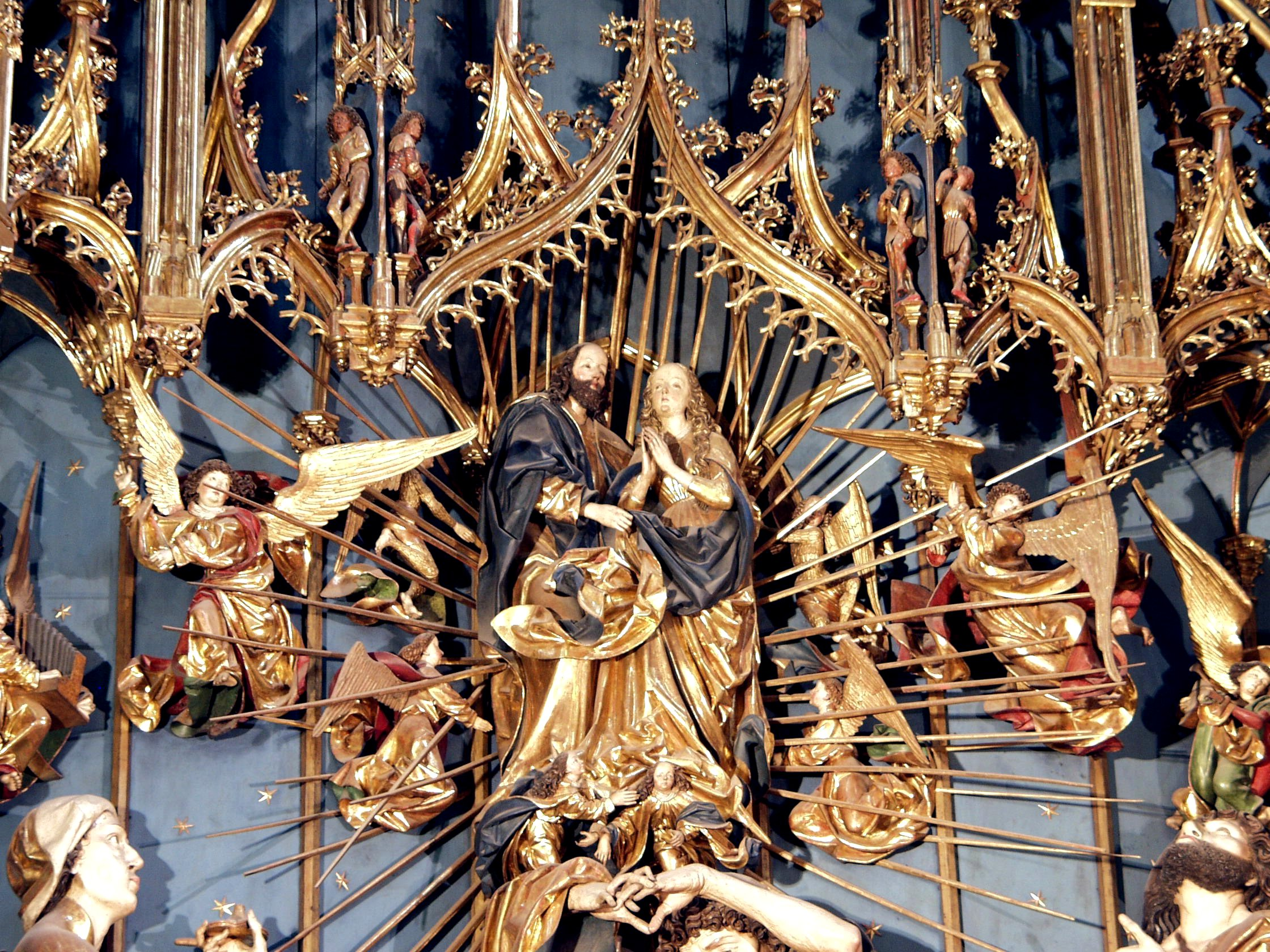
Detall d'un altar de Veit Stoss (Cracòvia).

En aquesta fase, destaquen especialment la realització de petites peces de devoció privada —en particular de marededéus—, i les tombes, amb unes efígies que mostren rastres de la caracterització individual. A l'època del gòtic tardà, les influències clàssica i manierista provinent dels països itàlics i de Flandes es van fer més importants, però les tendències típicament germàniques es van afermar poderosament. Així, els artistes formulen un realisme, moltes vegades brutal i dramàtic —que no compta amb una descripció anatòmica exacta, però si amb un moviment extravagant dels cossos—, i aposten per l'acumulació de personatges que sovint apareixen comprimits dins d'un espai reduït. Els plecs de les vestimentes són elaborats i adquireixen un valor per si mateixos, sense tenir en compte els volums dels cossos, i hi ha una decoració amb abundància d'accessoris, que de vegades es torna exhaustiva en els seus detalls. L'escola de Suàbia, en particular, es va fer famosa per arribar a una intensitat en el patetisme en les seves peces de devoció. La generalitat d'aquesta producció, malgrat el seu virtuosisme evident, era burgesa, perquè els tipus humans eren populars, sense cap idealisme; d'altra banda, el gust per l'exageració i pel que és pintoresc, i la part expressiva, de vegades s'apropava a la caricatura. En molts casos es van aconseguir magnífics resultats, i els grans retaules que es van crear en aquesta fase final són obres d'un gran impacte visual.
Entre els diversos mestres que en aquest període destacaren, que van treballar en diverses regions alemanyes, cal citar Tilman Riemenschneider, Michael Pacher, Bernt Notke, Veit Stoss i Adam Kraft. L'escola gòtica alemanya fou, després de la francesa, la més important pèl que fa a la irradiació de l'estil a la resta d'Europa. Molts dels seus artistes van viatjar per tot el continent, deixant obres a Polònia, República Txeca, Anglaterra, Suècia, Dinamarca i d'altres països.

### Anglaterra

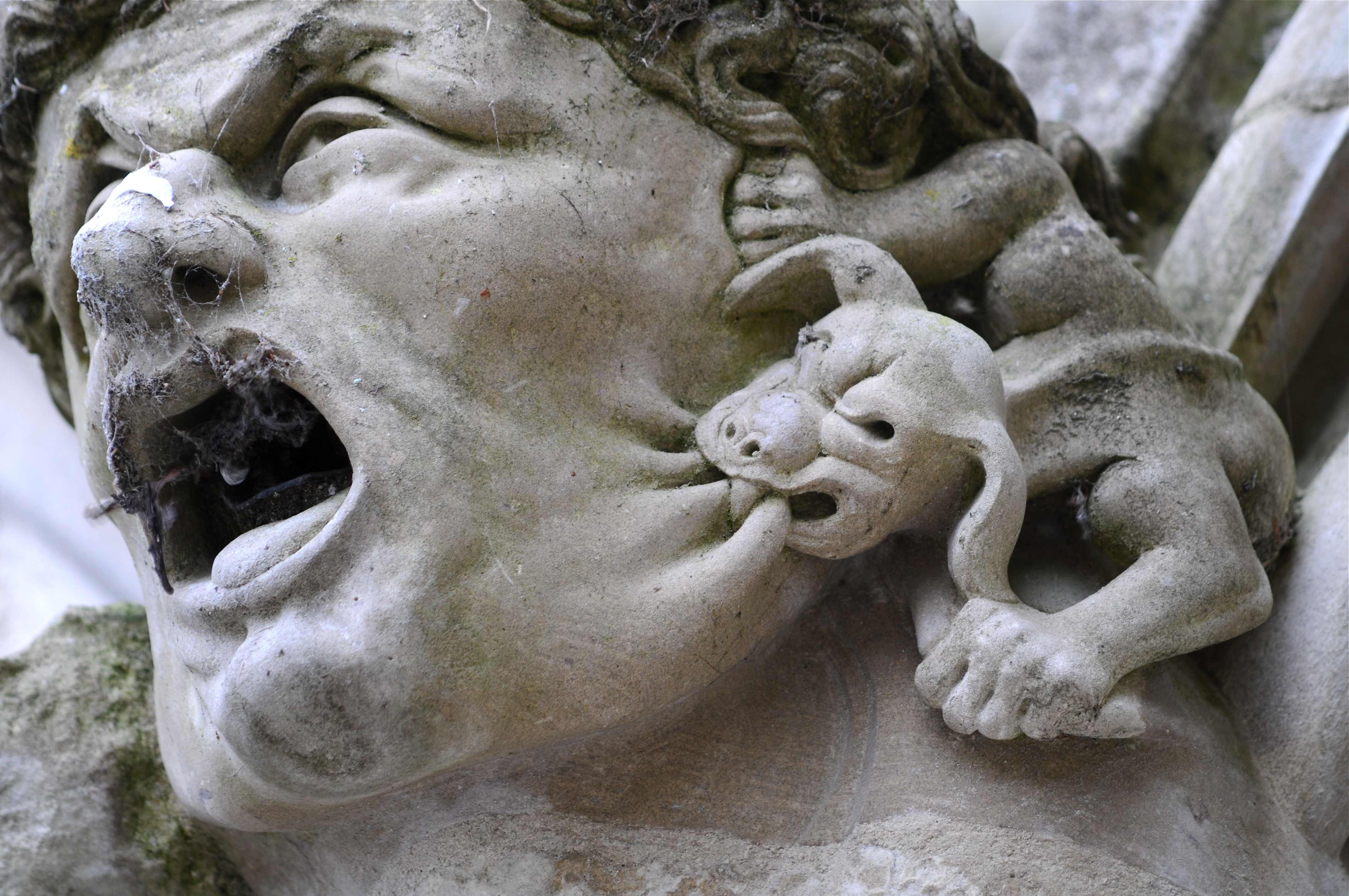
Gàrgola a la catedral de Salisbury.

A Anglaterra el gòtic va desenvolupar-se poc després de França, però aquí el concepte de la gran portalada mai no es va implantar com una norma i apareix en poques ocasions, com a la catedral de Rochester, però amb una presentació més simplificada. Al contrari, l'escultura gòtica anglesa es va centrar en altres àrees de l'edifici, com es veu a la catedral de Wells; es troba a les fornícules de la façana i a diversos llocs de l'interior, com al cor i a les sales capitulars. La seva qualitat és comparable a l'escultura francesa.
Entre els segles xiv i xv l'estatuària de les façanes havia desaparegut quasi per complet i, en lloc seu, les preferències es decantaven per la decoració abstracta o els motius vegetals. Hi arribaren artistes alemanys i flamencs que treballaren al país i els interessos artístics es desplaçaren cap a altres tipus d'escultura com la funerària; cal destacar la tomba d'Eduard II d'Anglaterra i d'altres realitzades a l'Abadia de Westminster. Ja en les etapes finals, es consolida una escultura de reintegració amb l'arquitectura —novament a l'interior, a les capelles i als plafons del cor—, on les imatges s'emmarquen amb una rica ornamentació de formes arquitectòniques. La capella d'Enric VII, a Westminster, és l'exemple més important d'aquest gènere.
Les obres més originals de l'escultura gòtica anglesa es van produir en la realització de monuments. Alguns, els més antics, no presenten la imatge jacent dels difunts, sinó com un heroi abatut en combat en actituds caragolades i en el moment d'exhalar el darrer sospir; d'altres, a la transició entre el gòtic internacional i el gòtic tardà, els mostren com a cadàvers en descomposició, amb un realisme gairebé repugnant, que ens recorda la fugacitat de les coses mundanes. A tota Anglaterra, també es va produir molta estatuària de devoció, amb característiques d'una gran riquesa plàstica; però la destrucció massiva que va imperar quan Enric VIII va trencar amb Roma i va fundar l'Església d'Anglaterra, ha arribat a perjudicar que es pugui estudiar bé l'evolució artística i la seva cronologia. Tanmateix, algunes peces que van ser exportades als països escandinaus on han sobreviscut; la seva anàlisi permet suggerir que la influència francesa sempre va ser molt important.

### Escandinàvia i els Països Baixos

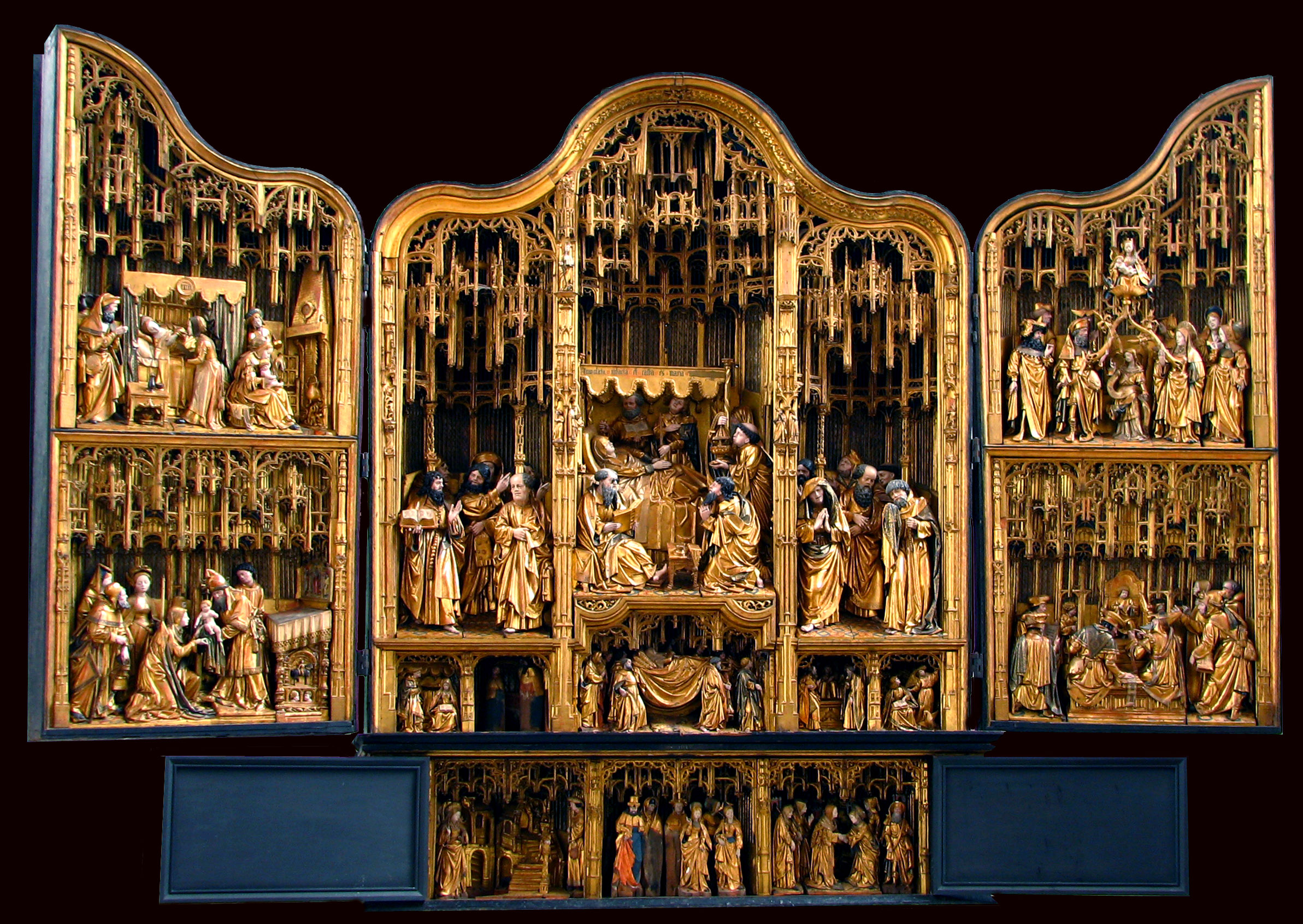
Retaule a l'església de Santa Maria de Lübeck.

En el cas d'Escandinàvia, el gòtic va penetrar procedent de diversos països —França, Gran Bretanya i Alemanya—, fonamentalment a partir del segle xiii. L'escultura produïda en diverses escoles de la regió presenta una gran varietat i molta vitalitat. Hi ha molt bones obres d'ivori, i la fusta va ser el material on es va realitzar les peces més interessants; destaquen els crucifixos monumentals que hi ha a Gotland i d'altres ciutats. Diverses catedrals van ser construïdes amb estàtues importants, com ara la d'Uppsala, Skara i Trondheim. Entre els segles xiv i xv el comerç es va intensificar entre els membres de la Lliga Hanseàtica; aquesta etapa de l'escultura escandinava va quedar sota el domini i la influència de l'escola de Lübeck.
En les primeres fases del gòtic sembla que l'escultura als Països Baixos va ser poc significativa; el que es va produir derivava de França i de Renània. La Reforma protestant va fer molt de mal i, a més a més, durant la Primera Guerra Mundial van desaparèixer molts monuments; per això, no hi ha prou informació sobre l'escultura realitzada. Tanmateix, en el segle xiv es desenvolupà una important escola a Tournai i l'impacte dels mestres flamencs es va fer sentir en l'escultura a Anglaterra, França i Alemanya; es pot considerar que aquest període fou una mica més fosc interessant que l'anterior. L'escola de Tournai va deixar la seva millor representació en l'escultura funerària, tot seguint una estètica a la vegada austera i naturalista. Finalment, al segle xv, els flamencs es van convertir en un referent que influïren en tot l'art europeu, amb artistes de la talla de Claus Sluter, Jean de Lieja, Jacques de Baerze i molts d'altres, que van portar el seu art a altres països. Aquest gran grup de creadors va treballar també la pedra, però les seves obres més importants pertanyen al gènere del retaule en fusta policromada, amb la realització d'unes figures dinàmiques amb una tendència al dramatisme.

### Península Ibèrica
A la península Ibèrica, la transició del romànic és ben visible al Pòrtic de la Glòria de la catedral de Santiago de Compostel·la, una obra extraordinàriament interessant i que encara conserva vestigis de la seva policromia. Durant l'evolució inicial del gòtic ibèric, la influència francesa fou dominant i, encara que en general els resultats fossin menys prolífics que a França, va adquirir unes característiques molt singulars: una assimilació de les influències àrabs, una tendència recurrent a l'arcaisme i el gust per una decoració floral exuberant. Exemples significatius d'un gòtic en la seva plenitud es poden observar en les catedrals de Burgos i de Lleó, que es trobaven en els camins de pelegrinatge de l'època i van ser decorades amb una estatuària important.

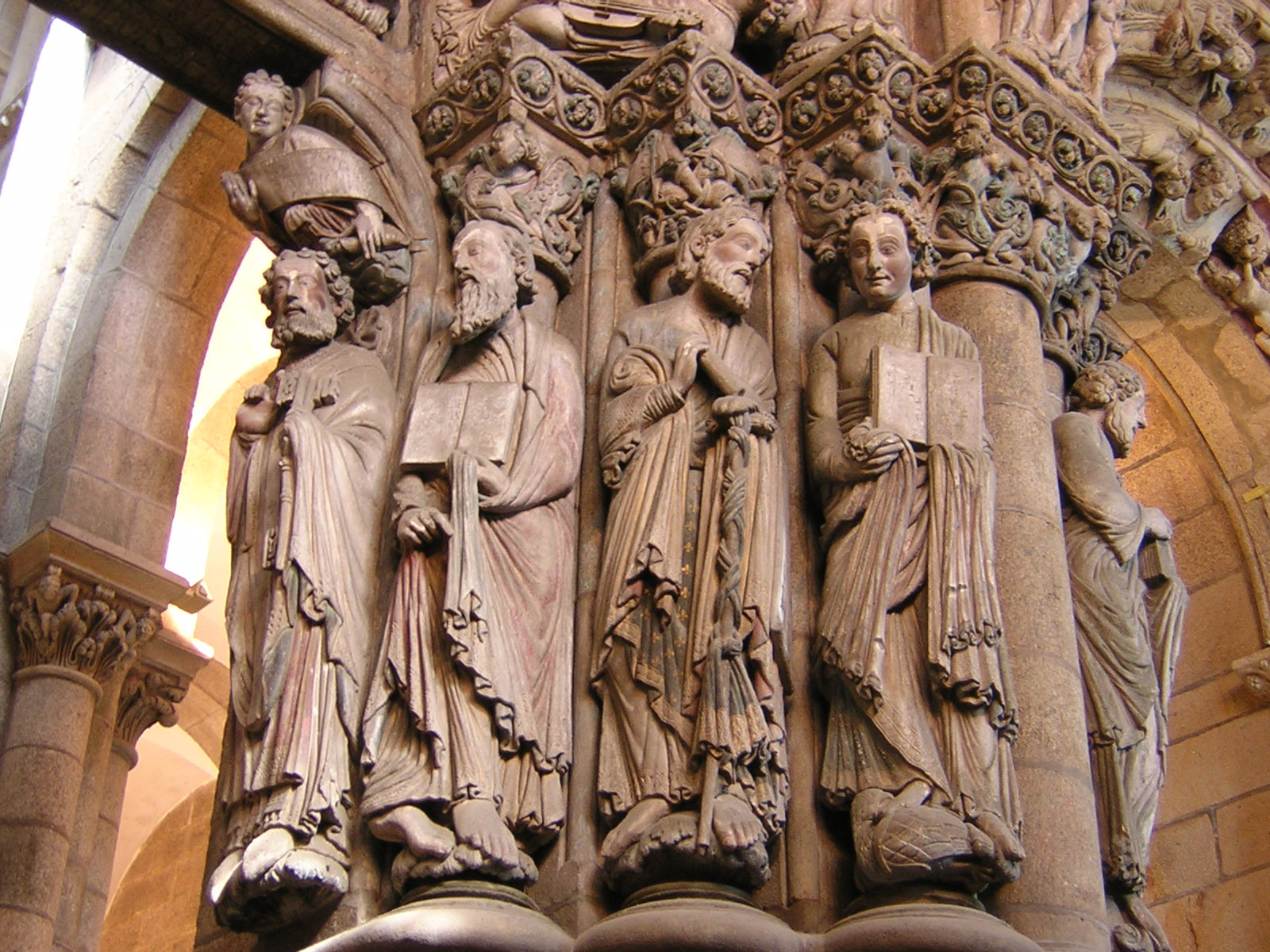
Apòstols d'un dels brancals del pòrtic de la catedral de Santiago de Compostel·la.

Al llarg del segle xiii, la resta dels regnes ibèrics existents es van mantenir més o menys aliens al gòtic i les esglésies van continuar utilitzant l'estil romànic. Tanmateix, s'importaren moltes peces de dimensions petites d'estil gòtic francès destinades a la devoció privada, i se sap que diversos artistes francesos van treballar en diversos llocs de la península realitzant aquest tipus d'obres. Cal citar la marededeu del mainell de la catedral de Tarragona i també l'apostolat de la mateixa porta, obres de finals del segle xiii.

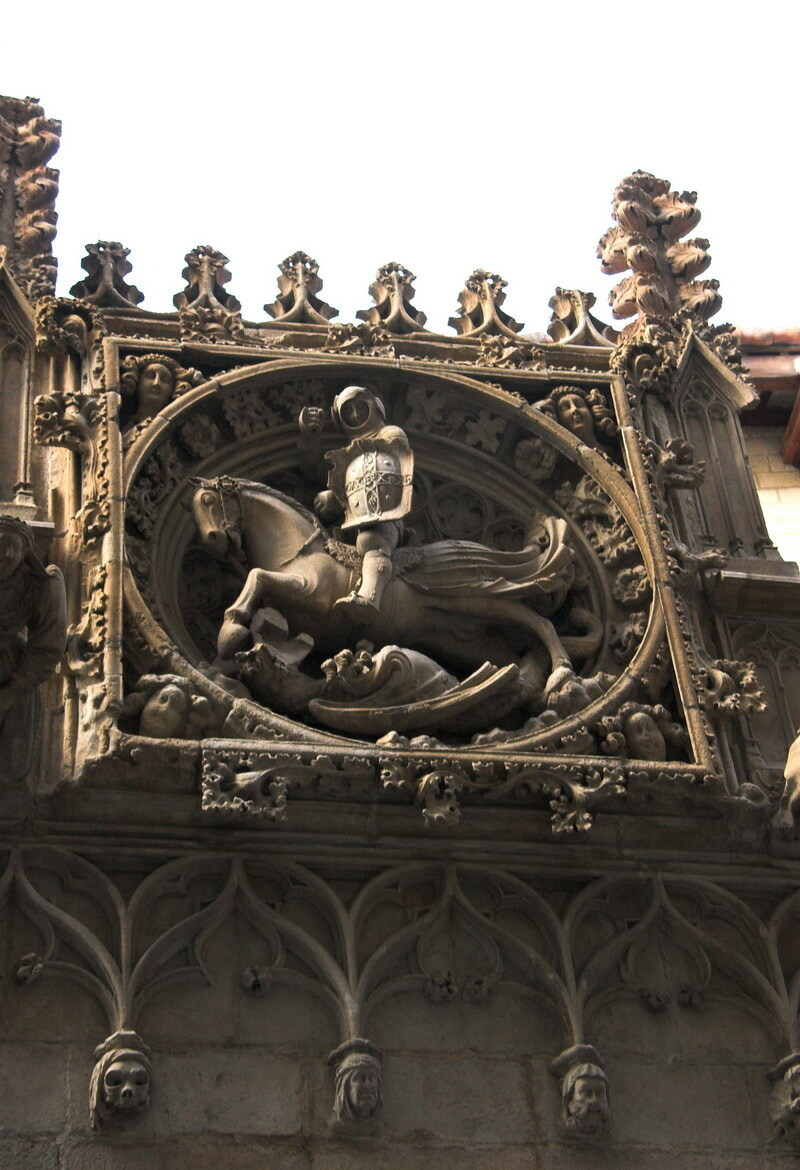
Sant Jordi de Pere Joan al Palau de la Generalitat de Catalunya.

Al segle xiv, l'estil francès ja s'havia instaurat del tot, sent els principals centres d'escultura monumental a Navarra, Catalunya i Aragó. D'aquesta fase són bons exemples les catedrals de Barcelona, Pamplona i Saragossa. Al mateix temps, l'escultura es va aplicar de manera diversa en altres espais, com ara tombes, cors i edificis civils. De la primera dècada, cal citar els sepulcres de Pere el Gran, Jaume II el Just i Blanca de Nàpols realitzats per Bertran Riquer al monestir de Santes Creus. Un altre artista de l'època va ser Jaume Cascalls que va treballar en diverses obres del monestir de Poblet, l'església de Santa Maria de Cornellà de Conflent i va realitzar l'escultura exempta del rei Pere el Cerimoniós de la catedral de Girona.

A partir del segle xv, arribà la influència de l'art flamenc i alemany, influència que es van mantenir fins a l'arribada del classicisme renaixentista durant el regnat de Carles V, ja al segle xvi. En aquell moment, va anar disminuint l'interès per la decoració monumental, com en altres llocs d'Europa, i proliferaren els retaules i les obres portàtils. Els últims exemples de grans estàtues de façana gòtica es troben a la catedral d'Oviedo i a la de Sevilla i, en algunes parts de la catedral de Toledo. Jean de Valenciennes va realitzar la porta del Mirador de la catedral de Palma; en el seu taller es va formar Guillem Sagrera que va realitzar per a la mateixa porta les figures de sant Pere i de sant Pau.

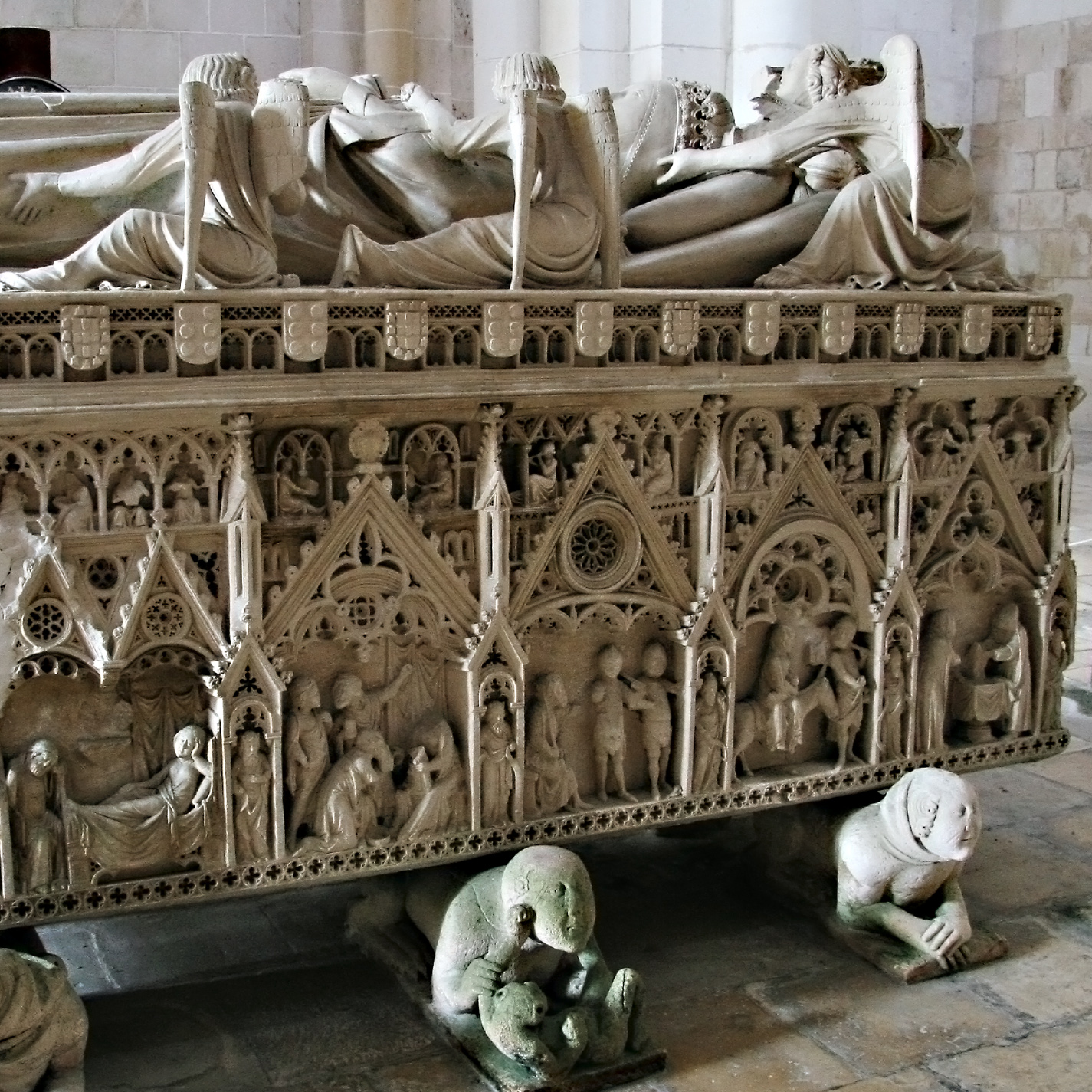
Detall de la tomba d'Agnès de Castro a Alcobaça.

L'influx del gòtic internacional es va fer patent en l'obra realitzada per Pere Joan que entre d'altres va realitzar el relleu de sant Jordi per al Palau de la Generalitat de Catalunya a Barcelona i el retaule major de la catedral de Tarragona. En la transició al segle xvi, els elements clàssics italians ja estaven prou generalitzats, i aparegué una escola eclèctica anomenada plateresca, que va desenvolupar un estil decoratiu a les façanes amb estàtues emmarcades per una abundant i complexa ornamentació geomètrica i vegetal. El mateix succeí amb els retaules platerescs, la riquesa i sofisticació dels quals ultrapassen els del nord d'Europa de la mateixa etapa; l'aparença és clarament diferent. Un dels autors més notables en la realització de retaules fou Gil de Siloé, i Alejo de Vahía destacà en l'execució d'imatges independents de grans dimensions.
Portugal va tenir el seu inici del gòtic cap el 1250, però l'escultura no va ser l'art més afavorit. Els principals exemples es concreten en algunes tombes de la noblesa, entre elles les del rei Pere I i Agnès de Castro que es troben al monestir d'Alcobaça. Els centres de producció més importants foren Coïmbra, Lisboa, Santarém i Évora. Entre finals del segle xv i xvi, es desenvolupà l'estil manuelí, una derivació del gòtic que incorporava elements clàssics. El seu principal monument és el monestir dels Jerònims a Lisboa, amb un portal dissenyat per João de Castilho, ricament decorat amb estàtues i diversos ornaments.

### Península itàlica

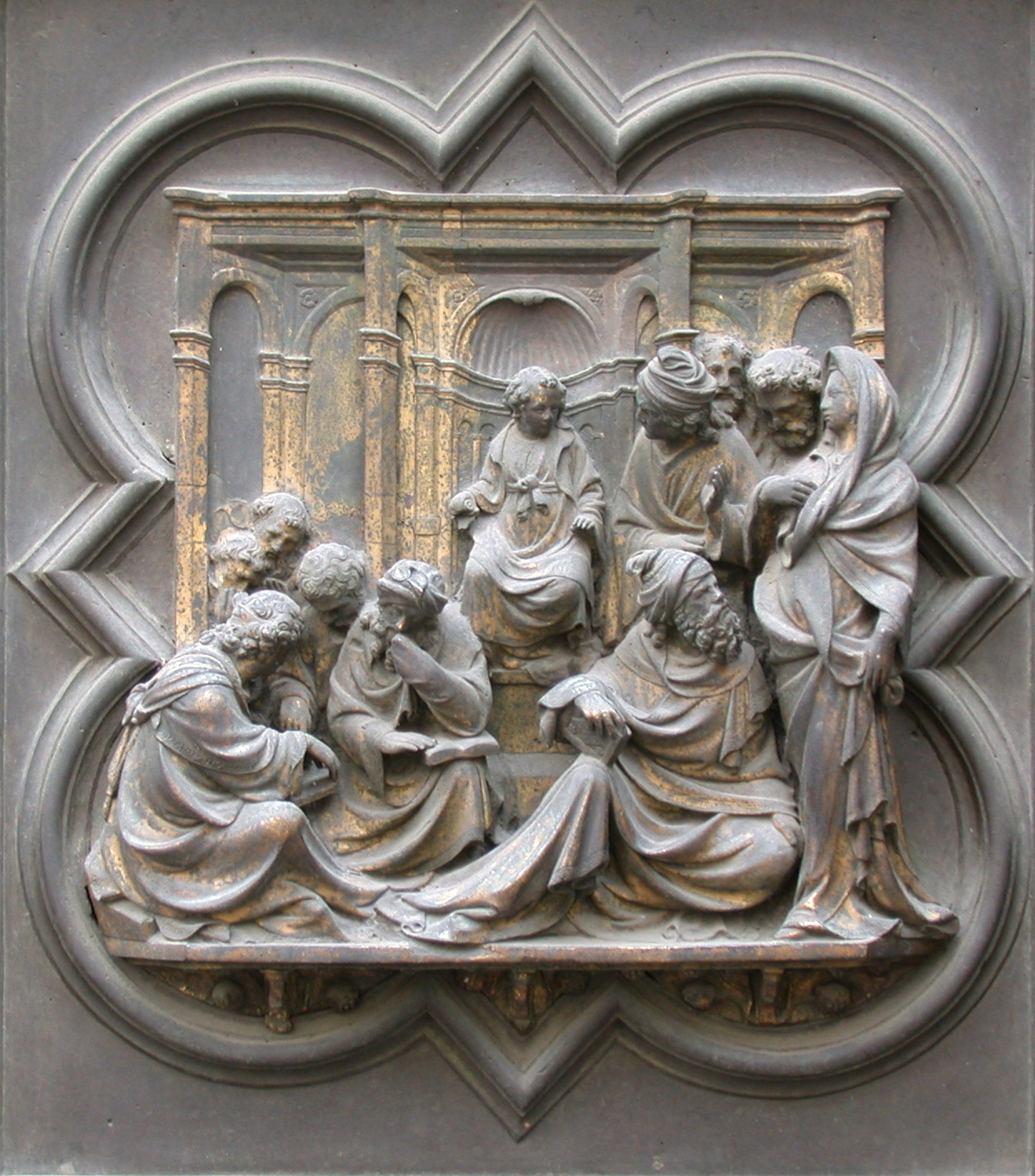
La disputa dels doctors de l'Església, de Lorenzo Ghiberti, a la porta nord del baptisteri de Sant Joan (Florència)

El desenvolupament del gòtic itàlic és possiblement el més atípic. La tradició clàssica sempre va romandre relativament viva amb l'existència de nombroses ruïnes de l'antic Imperi Romà —relleus, sarcòfags i làpides sepulcrals—, i són referents visibles ja des dels inicis de la tradició gòtica. Aquest factor també és responsable que la manifestació del gòtic als països itàlics fos més breu. La tradició dels grans portals escultòrics no es va desenvolupar de manera significativa, però es van realitzar moltes escultures situades en fornícules, tombes, monuments, púlpits i relleus.
L'estil gòtic va aparèixer per primera vegada a la regió central de la península, a començaments del segle xiii. Nicola Pisano i el seu fill, Giovanni Pisano, van deixar treballs d'una gran qualitat a Pisa i Siena. Les seves obres més representatives són diversos púlpits. Sembla que Nicola Pisano es va inspirar en imatges dels sarcòfags romans que existien al cementiri de Pisa. El tractament que va donar a la figura humana era molt clàssic. Giovanni Pisano, en canvi, va tenir el treball preciosista dels marfils i l'estil expressionista dels sarcòfags de l'antigüitat tardana com a referent, com s'observa en l'èmfasi amb què va resoldre les escenes dramàtiques. L'estil de tots dos artistes pisans influí en les generacions posteriors, sobretot en Tino di Camaino, Arnolfo di Cambio i Giovanni di Balduccio, que el van difondre a altres zones, com Milà i Nàpols, i van introduir una interpretació més individualitzada de les figures. Un altre mestre destacat fou Andrea Pisano, autor dels famosos relleus de les portes del Baptisteri de Sant Joan, a Florència. A inicis del segle xiv els elements clàssics ja eren predominants i es va iniciar el pas al Renaixement, tot i que entre els segles xiv i xv encara es podien detectar influències gòtiques en les escultures de Lorenzo Ghiberti, Donatello i altres artistes menys productius ubicats en altres ciutats.

## Mètodes de treball
Durant el gòtic, cap de les tècniques escultòriques van rebre innovacions essencials tot i que en moltes d'elles, de manera progressiva, s'observa un gran refinament. Una característica d'aquest període fou la concentració del treball fonamentalment en la pedra i la fusta, ja que la realització de peces en bronze, pel seu cost i per la dificultat tècnica, era prohibitiva. La tècnica de la fosa a la cera perduda, que produeix escultures buides, representà una reducció en el cost d'obres de grans dimensions però va ser redescoberta més tard, a mitjans del segle xv.
Els aspectes pràctics més importants que cal destacar en l'escultura gòtica és el seu caràcter col·lectiu i el paper dels gremis i els tallers de producció. Al segle xii, quan va aparèixer el gòtic, el principal gènere escultòric era el que s'acompanyava l'arquitectura de les façanes. La construcció d'una gran catedral podia trigar segles; es formava un grup de treball, amb una jerarquia organitzada sota la direcció general de l'Església i un exèrcit d'artesans sota un magister operis, el mestre d'obres que estava a càrrec de la gestió del subministrament de materials i del personal, i un magister lapidum que tenia la funció d'arquitecte en cap, de director. Els treballadors i els artesans no tenien cap paper decisiu; la seva subordinació als mestres era completa i, moltes vegades, treballaven directament sota la direcció eclesiàstica.
Encara que es coneguin els noms d'alguns arquitectes gòtics, la personalitat artística independent o l'artesà elevat al nivell d'artista com el coneixem actualment és una figura que aparegué al segle xiv, quan a les ciutats de més importants es podien atreure els millors artistes perquè hi establissin tallers privats. Així, fins a mitjan segle xiv, quasi tota l'escultura gòtica va ser anònima i el producte de moltes mans. Però també, quan van començar a multiplicar-se la creació de tallers, la regla era que el mestre emprava un nombre d'assistents que ajudaven a l'execució de les obres i la personalitat creativa del mestre es va fer més clara, i podia controlar millor els resultats dels encàrrecs; tanmateix, el producte final sempre era col·lectiu.
D'altra banda, l'existència d'un nombre creixent d'artistes independents va impulsar l'organització d'associacions o gremis. Els gremis exercien un poder considerable en la distribució dels contractes, en els mètodes d'ensenyament dels aprenents i, de vegades també, la definició dels paràmetres estètics. Encara que en aquesta darrera qüestió les exigències dels gremis eren, per regla general, menors i deixaven llibertat d'elecció als escultors. Les obres es realitzaven sempre per encàrrec; no hi existia la producció espontània i el gust dels clients era decisiu.
La majoria dels estatuts gremials especificaven l'admissió exclusiva als homes. En molt poques ocasions es permetia l'accés a una dona, i solia ser el cas d'una vídua o filla que heretava el taller del seu marit o pare. Una d'aquestes contades excepcions és Sabina de Steinbach, a qui hom atribueix les escultures del pòrtic de la catedral d'Estrasburg i algunes de les estàtues gòtiques més notables de la catedral de Notre-Dame de París.

## Recuperació i valoració moderna

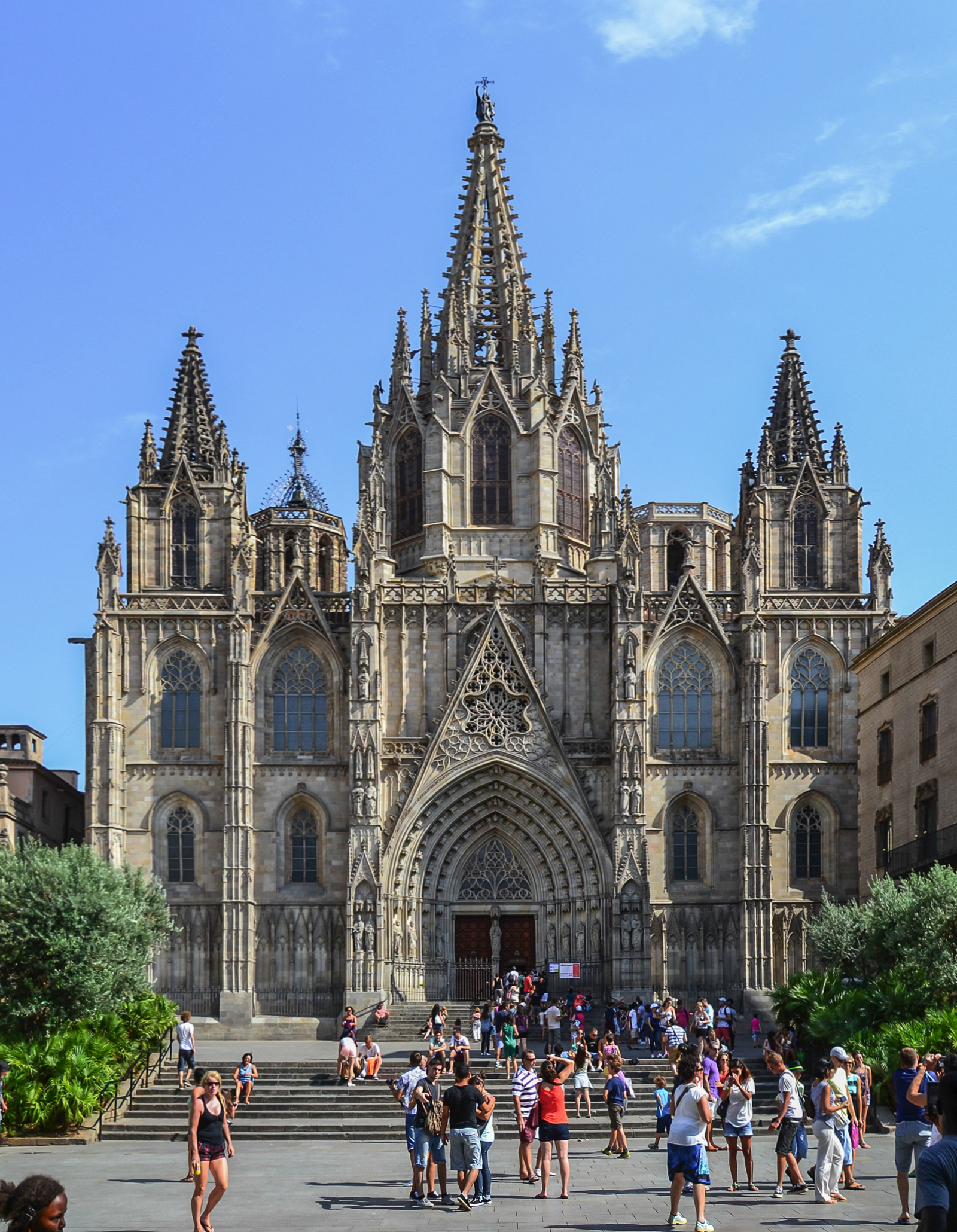
La façana neogòtica de la catedral de Barcelona amb decoració d'escultures

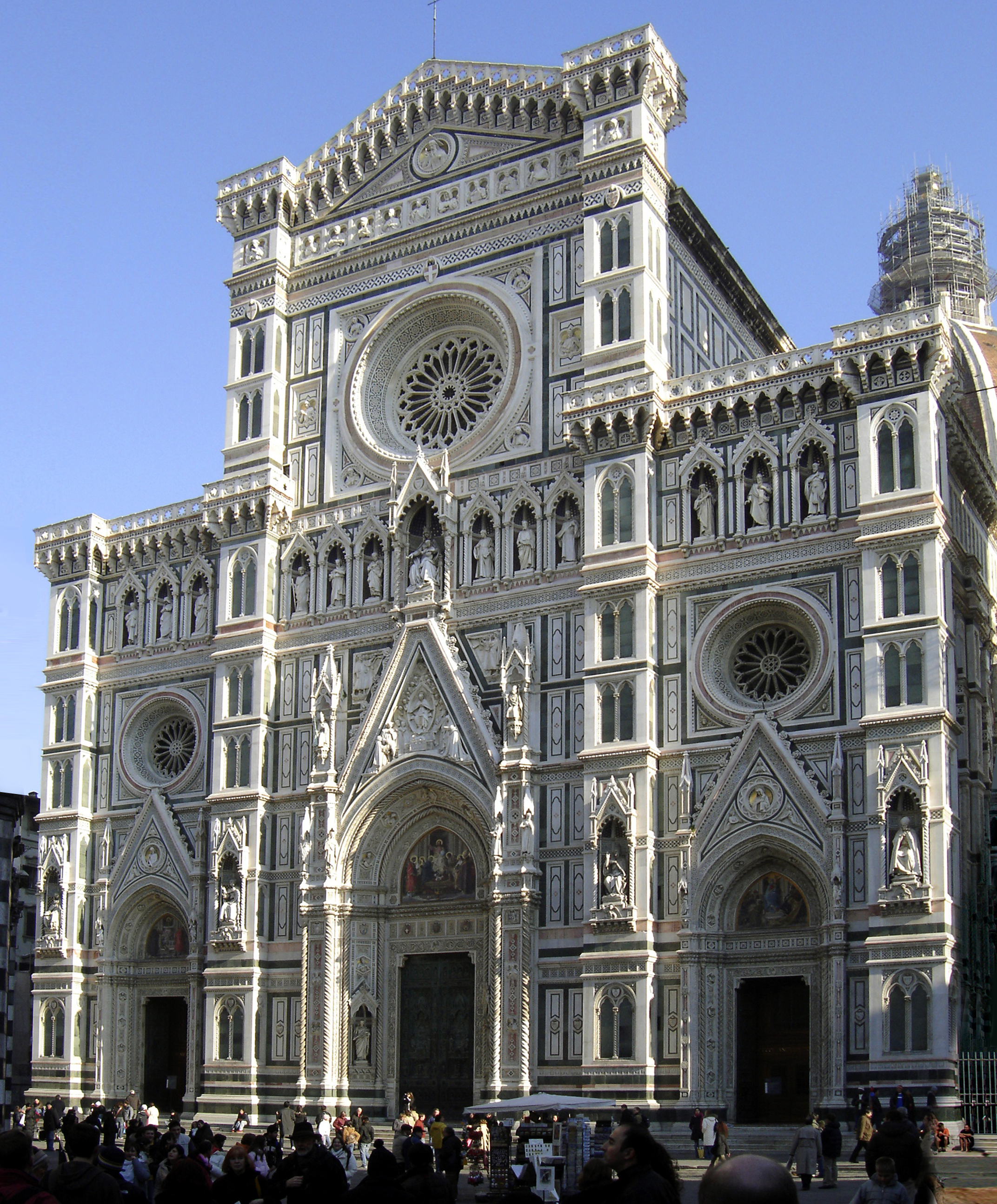
Façana neogòtica de la catedral de Santa Maria del Fiore, a Florència, amb decoració d'escultures

Durant el Renaixement, amb la intensa apreciació del classicisme, l'escultura gòtica va quedar en l'oblit, i així va romandre fins a mitjan segle xviii, quan es recuperà l'interès pels temes medievals. Estudiosos anglesos, alemanys i francesos —com Walpole, Goethe, Chateaubriand— van tenir un paper important en aquest redescobriment, però aquest interès, per estar encara restringit a les elits intel·lectuals de l'època, no va evitar que un munt d'obres i monuments gòtics desapareguessin durant la Revolució Francesa. Els actes de vandalisme per part del poble foren encoratjats pels decrets del govern revolucionari, com els emesos per la Comuna de París que ordenava la decapitació de totes les estàtues dels reis de la façana de Notre-Dame, un símbol de la monarquia deposada.
Els primers estudis sobre el gòtic se centraren en l'arquitectura, parant poca atenció en l'escultura que es va considerar com una simple ornamentació dels edificis i que havia de competir amb l'immens prestigi que gaudia l'escultura clàssica grecoromana. Karl Richard Lepsius va ser el primer, el 1822, en dur a terme un estudi detallat de les escultures de la catedral de Naumburg però, així i tot, la va analitzar tot comparant-la amb la clàssica; en va sortir perjudicada la gòtica. De qualsevol manera, va cridar l'atenció sobre el tema i és considerat com un important document històric i cultural. A partir d'aquest moment, van començar a aparèixer més estudis, amb freqüents referències a l'escultura, però encara dins de l'anàlisi general de la història medieval. La historiografia començà a consolidar-se com una ciència moderna i passà a utilitzar una metodologia basada en la documentació i en els enfocaments més objectius. En aquest procés, va ser un referent l'estudi de Franz Kluger, Handbuch der Kunstgeschichte (1842), on per primera vegada es dedicaven seccions senceres a parlar d'escultura. Una altra contribució important va ser la proposta de Carl Schnaase, el Geschichte der bildenden Künste (1842-1864), amb cinc volums dedicats a l'edat mitjana i a l'estudi dels monuments dins d'un context social, intel·lectual i històric. La importància d'aquest estudi va ser el de qüestionar la tendència general d'analitzar la producció artística medieval a partir de criteris utilitzats per a l'estudi de l'art clàssic. Al mateix temps, el desenvolupament de l'arqueologia cristiana va arribar a definir el gòtic com l'estil per excel·lència del cristianisme. A partir de mitjan segle xix, van fundar-se diverses revistes especialitzades que portaven articles on es tractaven obres individuals o grups d'escultures del gòtic, i on s'abordaven els aspectes iconogràfics i les interpretacions teològiques, sense una visió sintètica.
Davant aquest interès per l'edat mitjana en general, i pel gòtic en particular, es va formar una veritable ona renovelladora neogòtica, que es va tenir el seu reflex principalment en l'arquitectura, la literatura i la pintura, però amb una expressió significativa també en l'escultura. Es crearen imatges de devoció i la decoració de molts temples nous que van erigir aquesta estètica; alguns estudis suggereixen que durant el neogòtic, que va durar fins a mitjan segle xx, es va estendre per tot Occident, amb més edificis «gòtics» que els que es van construir durant tot el període del seu estil original. El neogòtic era un estil eclèctic, que en una única obra incorporava elements de l'escola neoclàssica i romàntica i de diverses fases distintes del gòtic històric; per tant, més que una resurrecció arqueològica, va adquirir la força d'un nou estil, autònom, i també va contribuir a la formació de col·leccions d'art gòtic que s'impulsaren molts projectes de restauració de monuments antics, encara que no sempre amb un estricte respecte per l'autenticitat històrica.
Un tractament més profund i científic de l'escultura gòtica només es va produir a finals del segle xix, a partir de l'obra de Wilhelm Lübcke Geschichte der Plastik von den ältesten Zeiten bis auf die Gegenwart (1863-1871). Lübcke va construir per primera vegada un panorama «total» de la història de l'escultura, des de les civilitzacions antigues del Pròxim Orient fins als temps moderns; hi va afegir moltes il·lustracions, i va reconèixer que l'escultura medieval estava sent indegudament descurada. Altres treballs de Wilhelm Bode, Franz von Reber i especialment Wilhelm Vöge, van establir un camp per a l'estudi de l'escultura gòtica, mentre que Giovanni Morelli, Émile Mâle, Louis Courajod i d'altres especialistes es van dedicar a analitzar el regionalisme, la iconografia de períodes específics, la genealogia i la interpretació de l'estil. El nou ús de la fotografia com un mitjà de documentació científica, també va ser fonamental per als experts i per a la divulgació dels monuments gòtics entre el públic en general.
Un altre factor que va contribuir a la revaloració de l'escultura gòtica va ser que des de finals del segle xviii alguns ordes religiosos van ser dissolts a diversos països, i van ser desmantellats o reformats molts edificis medievals, les estàtues decoratives dels quals es van traslladar a les col·leccions de museus. Desvinculada de la seva funció, van poder ser avaluats com a «obres d'art», independentment del culte i el seu aspecte místic. Al segle xx es van fer importants contribucions —sovint polèmiques— sobre diversos aspectes estilístics. Les concepcions sobre el gòtic de Wilhelm Worringer van tenir un gran impacte en l'expressionisme, en altres avantguardes modernistes i, també, sobre el nacionalisme alemany anterior al nazisme. Hans Seldmayer i Erwin Panofsky van definir la catedral gòtica com una «obra d'art total» (Gesamtkunstwerk), i Johan Huizinga i Arnold Hauser, van relacionar art i societat. Però, malgrat els grans avenços més recents en el camp dels estudis medievalistes i malgrat la considerable bibliografia publicada sobre l'arquitectura de les catedrals, l'escultura gòtica com a entitat independent continua sent un tema relativament poc explorat pels investigadors moderns.